# 多特蒙德

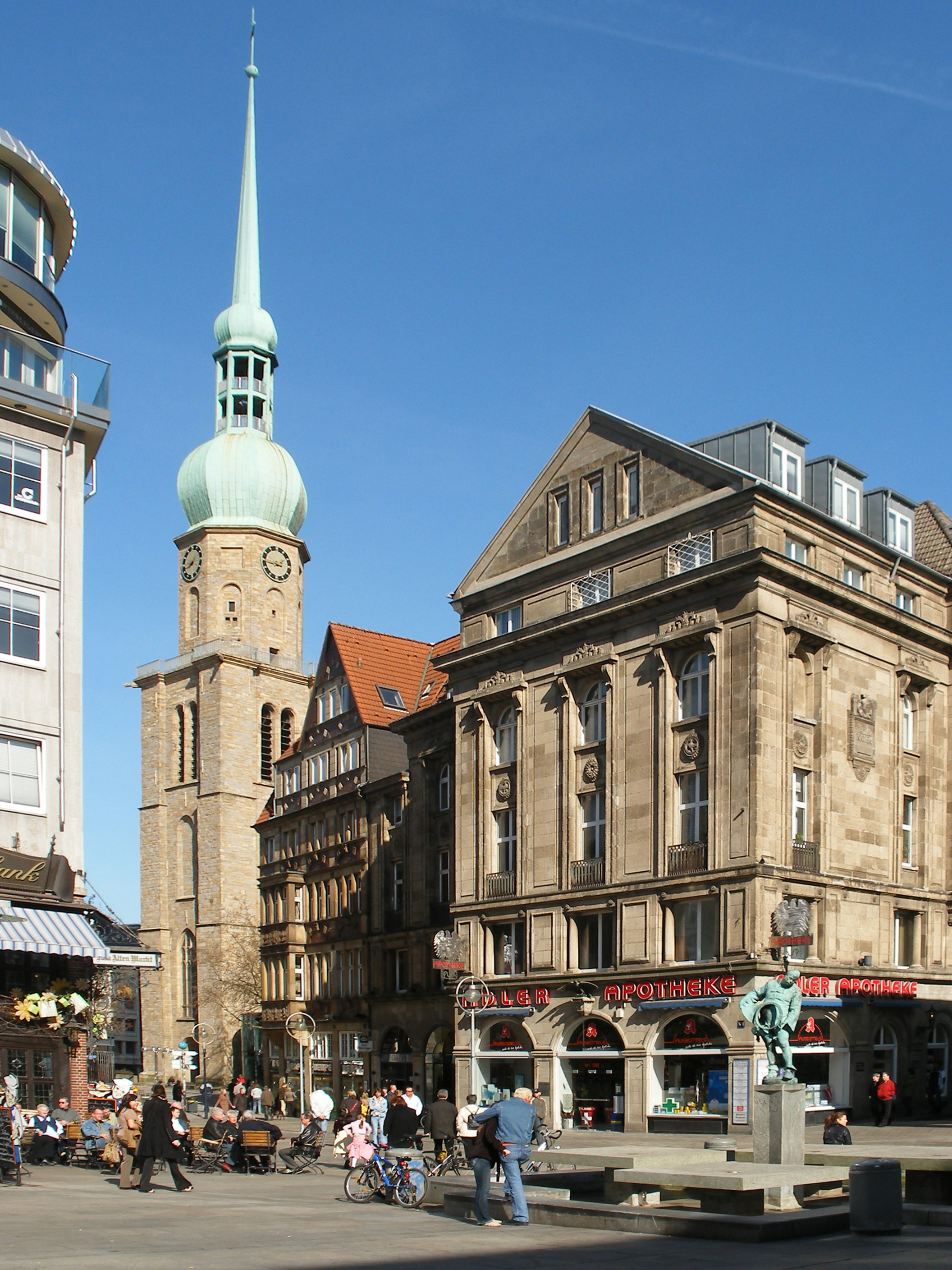
多特蒙德老市场和圣雷诺德教堂教堂

多特蒙德（[ˈdɔʁtmʊnt] ⓘ），德國西部北萊茵-威斯特法倫州的重要城市，位于魯爾區東部。截至2005年6月20日，多特蒙德人口有587,830人，是德国第七大城市。
魯爾河從市內南面流過，小河埃姆斯查河流過多特蒙德市區。多蒙特-埃姆斯河運河同樣流入多蒙特港，而多蒙特港是德國最大的運河海港，連接多蒙特與北海。
多特蒙德是北萊茵-威斯特法倫州的"綠色都市"。市內接近有一半地區是佈滿水道、林地、耕地和綠色地帶和寬敞的公園例如威斯法倫公園和龍白克公園。根據歷史所見，一百年前在市內範圍大規模的採煤、煉炭、煉鋼之後，現在的市容跟以前比較是一個頗大的對比。
多特蒙德是主場位於西格納伊度納公園威斯法倫體育場作賽，北萊茵-威斯特法倫的波魯西亞多特蒙德足球俱樂部的根據地。西格納伊度納公園於1974年開幕，容量包含座席及立席為81,264人，是全德國最大的球場。球場過往已舉辦過1974年世界盃足球賽和2006年世界盃足球賽一些賽事。

## 名称
最早出现多特蒙德的名字是在880年左右维尔登修道院文件中的Throtmanni，之后出现了大量随意和偶然的变体，但使用的是相同的词干。在1152年，腓特烈一世给科隆大主教的文件中提到了Tremonia这座城市，但Tremonia并非源自于Throtmanni，而是由tres（三）和moenia（城墙）组合而成，暗指多特蒙德当地可能有三层城墙。
Throtmanni很明显是一个复合词，Throt很可能是来源于原始日尔曼语þrut-，意思是“喉咙”（对比英语：throat），但manni的来源很难搞清楚。一种说法manni是来源于古萨克森语的水，另一种说法中词根munt的含义是山或者小山。那么将两者结合的话第一种说法就是“潺潺水面的定居点”，而第二种说法就是“有缺口的山”。但不管是哪种解释，都无法得到现实中已经高度城镇化地理的佐证。
过去多特蒙德在荷兰语中的拼法是Dortmond，在西班牙语中则是Tremonia，在古法语中则是Trémoigne。现在这几种拼法都已经被废弃，国际上通用拼法就是德语的Dortmund。

## 历史

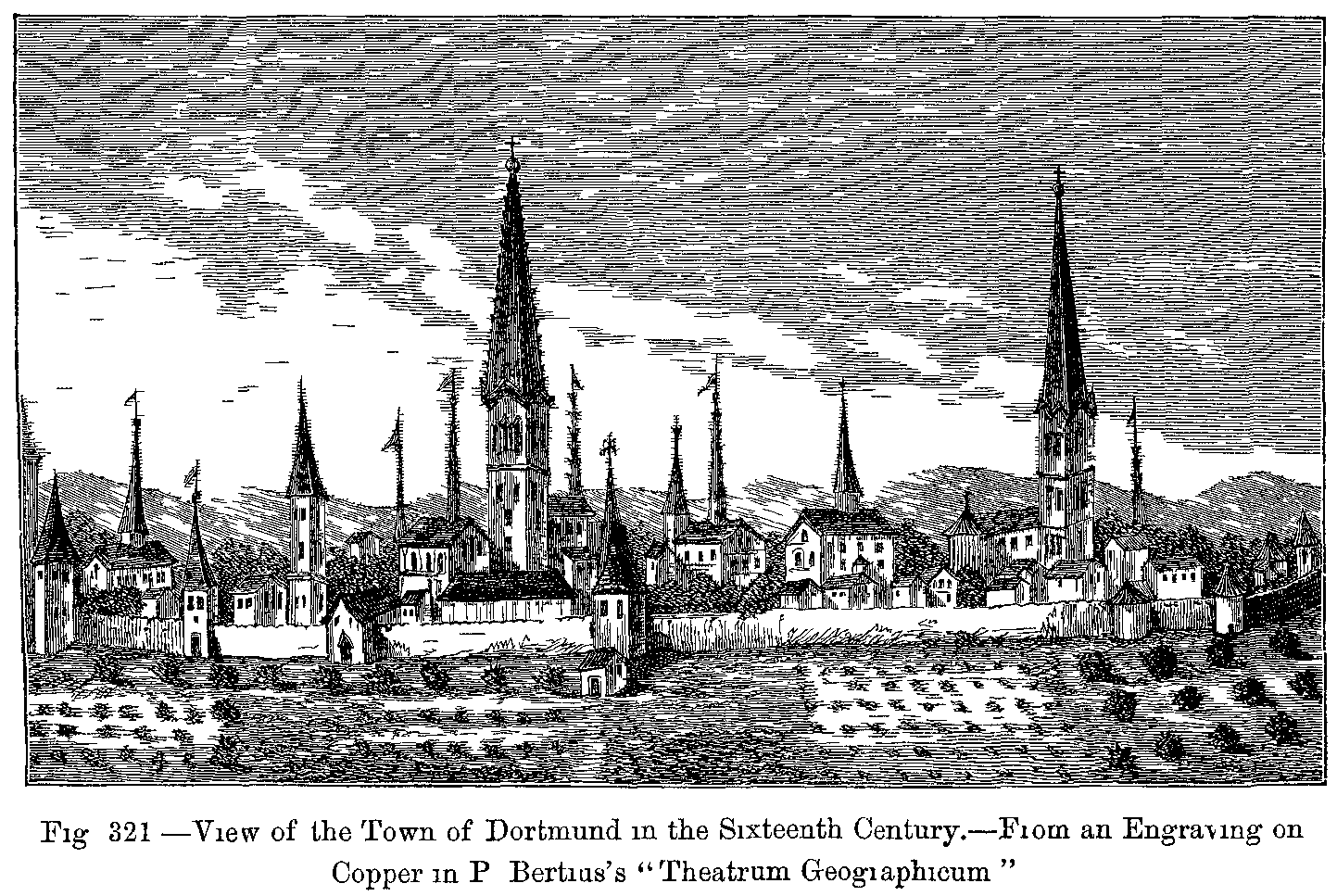
16世紀多特蒙德市容

### 中世纪
多特蒙德歷史起源於公元880年，在官方文件中首次以Throtmanni之名稱提及。11世纪，蒙托邦的雷诺（德语：Reinoldus）成为城市的守护神。1152年神聖羅馬帝國皇帝巴巴羅薩來到此地，并在当地举行了法庭日，由于皇帝的光顾和停留，越来越多的工匠在商人开始迁居到多特蒙德并在王宫周围定居，多特蒙德因此得到了快速发展和扩张。在十三世紀多特蒙德加入了漢薩同盟。1232年（另说1231年），城市爆发一场大火（可能是人为纵火），导致城市几乎被彻底摧毁额，不仅烧毁了商店和工匠的木屋，还烧毁了石质的雷诺尔德教堂，城市的所有档案和文件也化为灰烬，导致市场特权丢失。因此在1236年，时任皇帝腓特烈二世更新了城市特权，并指定多特蒙德（Tremonia）为自由皇城（civitas nostra Tremoniensis imperalis）。
1293年城市被授予酿造权，因此啤酒产业在城市内得到了空前的发展。多特蒙德市民开始逐步涉及海外贸易，并在1252年协助建造了梅梅尔（现为立陶宛的克莱佩达），当时新建的城市被称为“新多特蒙德”。多特蒙德一直由市民（商人）和贵族进行治理，其中包括了众多有影响力的家族，他们主导了与欧洲各地的商业贸易，特别是与英格兰保持良好的关系。多特蒙德财团的雄厚实力一度让英格兰国王爱德华三世感到震惊，他在1339年曾一度将英格兰王冠许诺给多特蒙德财团。
1388年由于多特蒙德与马克伯爵以及科隆大主教长久以来的积怨，多特蒙德遭遇联军的大规模围攻，虽然多特蒙德勉强幸免于难，但是经济衰退已经不可避免。在三十年战争中，多特蒙德再次遭到打击，导致城市缩减为城镇，人口在1793年甚至只剩下4500人。

### 近代

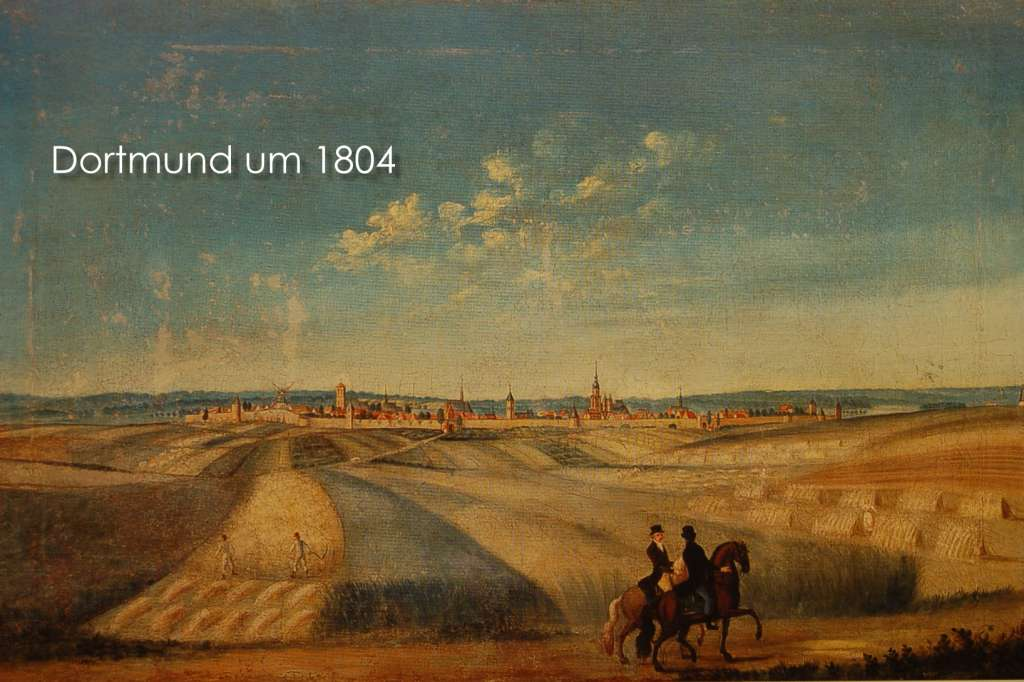
1804年的多特蒙德

1803年的特别帝国代表团主要决议中，多特蒙德失去了自由城市的地位，沦为奥兰治-拿骚公国的一块飞地。1808年多特蒙德并入鲁尔省，隶属于拿破仑附庸贝格大公国的一部分。鲁尔省分为多特蒙德、哈姆和哈根三个区，同时多特蒙德被指定为鲁尔省的首府，因为他拥有更加优越的地理位置和合适的行政大楼。1815年，普鲁士王国在拿破仑失败后接管了此地，并入威斯特法伦省。1817年开始，多特蒙德是隶属阿恩斯贝格行政区的多特蒙德县，到1875年，多特蒙德从多特蒙德县脱离再次成为独立城市。
19世纪初的多特蒙德百废待兴，根据1826年的户籍统计，大概只有4000人居住在城内。狭窄的街道和小巷，半木结构的房屋塑造了大多数的城市景观，只有四座大型教堂和古老的市政厅作为文化遗产诉说着过去曾经辉煌的历史。
19世纪中叶，多特蒙德开始迅速向工业城市转型，依托于煤炭开采和钢铁加工。1847年开通的科隆-明登铁路意味着多特蒙德已经成为鲁尔地区的交通枢纽，之后又开通了多特蒙德-埃姆斯运河以及多特蒙德港口。城市的规模扩张终于超过了中世纪城墙的边界，主要是往北侧发展，包括了新建的火车站。1858年开始，多特蒙德北部形成了带装饰性广场的直角街道网络。
1874年莱茵铁道公司连接多特蒙德火车南站的线路开通，多特蒙德东南部得到了新的开发。相比紧凑的北部郊区，东南部主要是开发为松散的城市别墅，因此成为企业家和上流社会的首选住宅区。1876年，Ostpark作为公园式绿地开放，占地16公顷，同时他也是新建的一个市政公墓。1876年，多特蒙德的人口已经突破50000，比60年前整整翻了十倍。
多特蒙德南部开发时间是最晚的，已经是19世纪末。一些市政建筑如孤儿院、路易森医院（今多特蒙德市立医院）和皇家机械工程师学校（今多特蒙德应用科学大学）都在这里落户。从1902年到1908年，公务员住房协会在当地进行了大量的建造工作，很多威廉时代风格的建筑被官员用作住宅。随着城市化的推进，继续建造了诸如学校、教堂等基础设施。多特蒙德圣十字教堂在1914年开始建造，到1916年完成。在第一次世界大战前，该地区已经基本开发完成，并有10000多名居民。

### 现代和当代
1905年和1928年，多特蒙德分别合并了Körne和Hörde，城市规模已经趋向于一座大城市。市中心建造了众多有代表性的建筑，例如老犹太会堂、阿尔托夫百货商店（1904年），克吕格尔之家（1912年），另外还翻新了中央车站，在车站周围建造了新的剧院（多特蒙德剧院）、邮局和勒温霍夫大厦，以促进商业贸易和城市发展。
當納粹德國統治的時候，多特蒙德被指派負責「照護」精神病患者及傷殘人士，實則進行迫害。由於此地位於魯爾區的中心，多特蒙德與其他鄰近城市一樣是盟軍轟炸的目標。第二次世界大战期间，多特蒙德一共遭遇了105次空袭，超过22000吨炸弹倾泻而下，摧毁了市中心90%的建筑。其中最著名的空袭发生于1945年3月12日，盟军一共投下4800吨炸弹，可能是对单一德国城市最严重的一次袭击，这次空袭导致多特蒙德所有的经济和社会生活陷入停滞。当局几乎不再考虑重建市中心了。

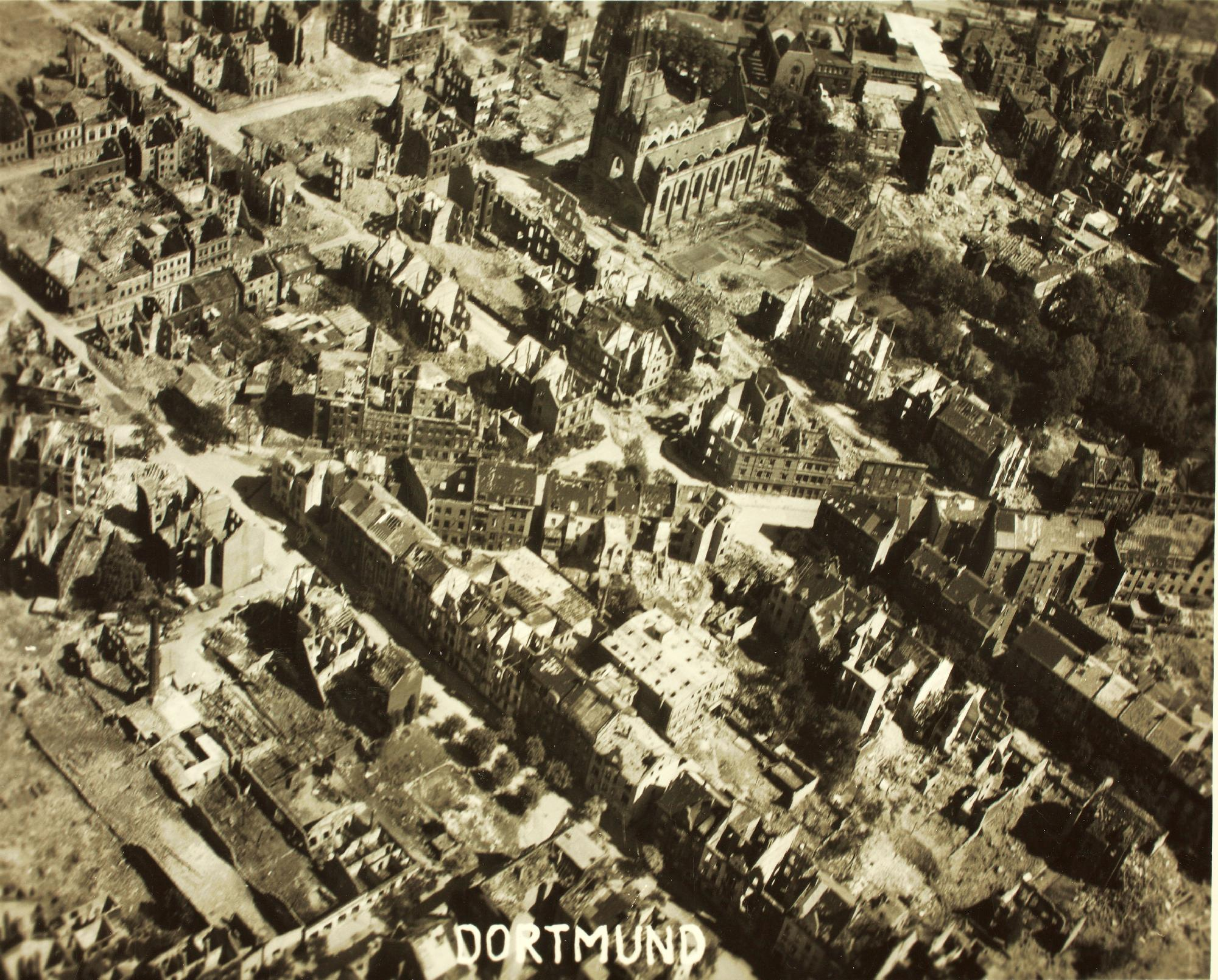
1945年的多特蒙德

二战结束后，重建工作有条不紊的展开了，主要是根据现有的基础设施线路和道路进行。内城部分的处理可以视为一种重建或者修建，而不是一个全新的城市规划。同时处于战后的公民意识，重建的规划目标是一个新的、开放的、可持续化的多特蒙德，因此有意识将自己与过去的历史遗产区分开来。不少古老的建筑，诸如市政厅或者旧犹太教堂，都被彻底清理或者拆除了。
1950年，城市居民恢复到50万，失业率也很低，优越的经济条件吸引了来自东欧的难民。1956年的人口已经突破62万，到1965年达到了将近66万。
現時的多特蒙德是高科技產業的中心。多特蒙德也是北萊茵-威斯特法倫其中一個綠色都市，二次大戰後市內所重建的地方興建了廣闊的公園和花園。另外，世界上其中一個強勁的棋藝聯賽（多蒙特棋藝聯賽），每年都在多特蒙德威斯伐倫公園舉行。

## 地理
多特蒙德是位于鲁尔区东部的独立城市，城市边界长约87公里，并与其他12个城市接壤（其中包括2个独立城市），接壤的城市从东北顺时针方向开始分别是波鸿（独立城市）、卡斯特罗普-劳克瑟尔、瓦尔特罗普、吕嫩、卡门、施韦特、翁纳、霍尔茨维克德、哈根（独立城市）、黑尔德克和维滕。地理上看，多特蒙德是威斯特伐利亚低地的一部分，城市南部毗邻阿尔代山丘和绍尔兰。
鲁尔河在多特蒙德南部的亨施泰湖形成了水库，此地就是多特蒙德海拔最高的地方，约254.3米。这座水库上面还建了一个抽水蓄能电站，名为Koepchenwerk。多特蒙德的最低点位于北部的Brechten区，海拔48.9米。
埃姆舍尔河发源于多特蒙德东面的霍尔茨维克德，然后向西流经多特蒙德和其他城市，最终在丁斯拉肯注入莱茵河。

### 气候
多特蒙德位于温带属于海洋性气候（CFB）。冬天凉爽,夏天温暖。年平均气温约为9°C-10°C（48°F-50°F），年平均降水量约为800毫米（31英寸）。冬季常有雨夹雪，夏季则以阵雨为主。多特蒙德有人口稠密地区的气候特征，例如城市气候典型的热岛效应。
| 多特蒙德            | 多特蒙德    | 多特蒙德    | 多特蒙德    | 多特蒙德    | 多特蒙德    | 多特蒙德    | 多特蒙德    | 多特蒙德    | 多特蒙德    | 多特蒙德    | 多特蒙德    | 多特蒙德    | 多特蒙德    |
| 月份                | 1月         | 2月         | 3月         | 4月         | 5月         | 6月         | 7月         | 8月         | 9月         | 10月        | 11月        | 12月        | 全年        |
| ------------------- | ----------- | ----------- | ----------- | ----------- | ----------- | ----------- | ----------- | ----------- | ----------- | ----------- | ----------- | ----------- | ----------- |
| 历史最高温 °C（°F） | 14.6 (58.3) | 18.5 (65.3) | 23.5 (74.3) | 30.2 (86.4) | 34.4 (93.9) | 34.9 (94.8) | 36.8 (98.2) | 37.6 (99.7) | 33.4 (92.1) | 28.6 (83.5) | 20.1 (68.2) | 16.1 (61.0) | 37.6 (99.7) |
| 平均高温 °C（°F）   | 4 (39)      | 5 (41)      | 9 (48)      | 13 (55)     | 18 (64)     | 21 (70)     | 22 (72)     | 22 (72)     | 19 (66)     | 15 (59)     | 9 (48)      | 5 (41)      | 14 (56)     |
| 平均低温 °C（°F）   | −1 (30)     | −1 (30)     | 2 (36)      | 4 (39)      | 8 (46)      | 11 (52)     | 13 (55)     | 13 (55)     | 10 (50)     | 7 (45)      | 3 (37)      | 1 (34)      | 6 (42)      |
| 平均降雨量 mm（）   | 65 (2.6)    | 56 (2.2)    | 53 (2.1)    | 57 (2.2)    | 68 (2.7)    | 78 (3.1)    | 93 (3.7)    | 93 (3.7)    | 67 (2.6)    | 60 (2.4)    | 71 (2.8)    | 77 (3.0)    | 838 (33.1)  |
| 平均降雨天数        | 19          | 17          | 14          | 16          | 14          | 14          | 17          | 16          | 15          | 17          | 19          | 19          | 197         |
| 来源：Wetter Kontor |             |             |             |             |             |             |             |             |             |             |             |             |             |

## 人口
2020年12月31日统计的数据，多特蒙德人口为587696人，排名欧盟城市的第41位，德国城市的第9位，北莱茵-威斯特法伦州的第3位（仅次于科隆和杜塞尔多夫），同时也是鲁尔区的最大城市。多特蒙德属于的莱茵-鲁尔都会区拥有1000万人口，是继莫斯科、伦敦、巴黎和伊斯坦布尔之后的欧洲第五大城市群。多特蒙德的人口密度为2087人/平方公里，在德国排名第39位。多特蒙德的人口分布并不均匀，2013年的统计数据表明，在最稀疏的埃文区人口密度是1460人/平方公里。而在最稠密的内城-北区人口密度高达39180人/平方公里。
2020年的男女人口比例是男性49.6%，女性50.4%。
多特蒙德本身是一个移民城市，从工业化时代开始，涌入的人口急剧增加，最早的移民主体是波兰人，伴随着时代演进他们逐渐被同化。1960年代，进一步针对性聘用客籍劳工，来满足当地煤炭和钢铁产业的劳动力需求。目前多特蒙德的外国人比例是19.1%（2020年底数据），约等于德国西部大城市的平均值。同时具有移民背景的人口（国籍不限）比例是35.6%。多特蒙德外国人主要居住在市中心的北部地区。外国居民中，土耳其人最多，超过21000人，其次是叙利亚人和波兰人。
从失业率来看，多特蒙德北部的失业率是最高的，其次是西部地区。东部和南部地区整体失业率较低，居民收入也比较高。
多特蒙德的人口发展相当平稳，1895年人口就已经超过了10万人，1929年，与赫尔德市合并之后，人口已经达到536000人。在第二次世界大战结束之前，多特蒙德的人口减少到34万人。战后，许多人迁移到农村地区，同时城市接纳了难民和流离失所的人，导致人口回升。1965年多特蒙德人口达到峰值657804人。到1987年下降到584089人。人口在2011年到2019年再次回升，最终到2019年为588250人。根据北莱茵-威斯特法伦州信息和技术办公室的预测，到2040年，多特蒙德的人口将增加5.1%，有望超过60万。

### 宗教
多特蒙德自建城以来长期从属于科隆大主教的管区，但是从1523年开始，宗教改革逐步占据上风，因此在一段时间内新教徒（主要是信义宗）在城市人口占据主导地位，但是在18世纪和19世纪，伴随着各种移民（主要来自波森省），天主教的人口比例有所回升，双方目前在多特蒙德的信仰人数几乎持平。同时，多特蒙德也是德国东正教主教会议秘书处的所在地。
根据2020年的统计数据，多特蒙德有153823人信仰新教（25.5%），147286人信仰天主教（24.4%），其他人则属于其他宗教或者无宗教。根据2011年的统计数据，伊斯兰教在多特蒙德的人口占比是9.5%（主要集中在北部）。

## 政治
根据北莱茵-威斯特法伦州市政选举法、北莱茵-威斯特法伦州市政法和多特蒙德市的主要法规，多特蒙德通过其市政机关（市议会和市长）实行自治。其中每五年，多特蒙德市民选举出多特蒙德82人的名誉理事会和一位全职市长。同时理事会选举两位名誉市长作为市长的副手。所以从2020年开始，出现了三名市长。同时在多特蒙德的12个区当中，每个区可以选举一个19人组成的区议会，再由区议会选举一名区长（以及一个或者数个副区长）。市长负责日常市政管理，同时领导理事会并代表城市。市长有义务执行理事会的决定，理事会同时还可以选举1名市总监和最多9名理事长来协助市长进行市政管理。
在多特蒙德，所有德国主流政党都拥有代表，不过其中最具影响力的是德国社会民主党，从1946年以来党员没有间断的担任市长一职。在联邦和州选举中，社会民主党在当地经常能拿到40%左右的选票。因此赫伯特·韦纳将多特蒙德称为“社会民主党的心室”。另一方面从历届选举结果看，社会民主党对基督教民主联盟（CDU）的优势其实并没有其他鲁尔区城市那么明显。

### 市政选举

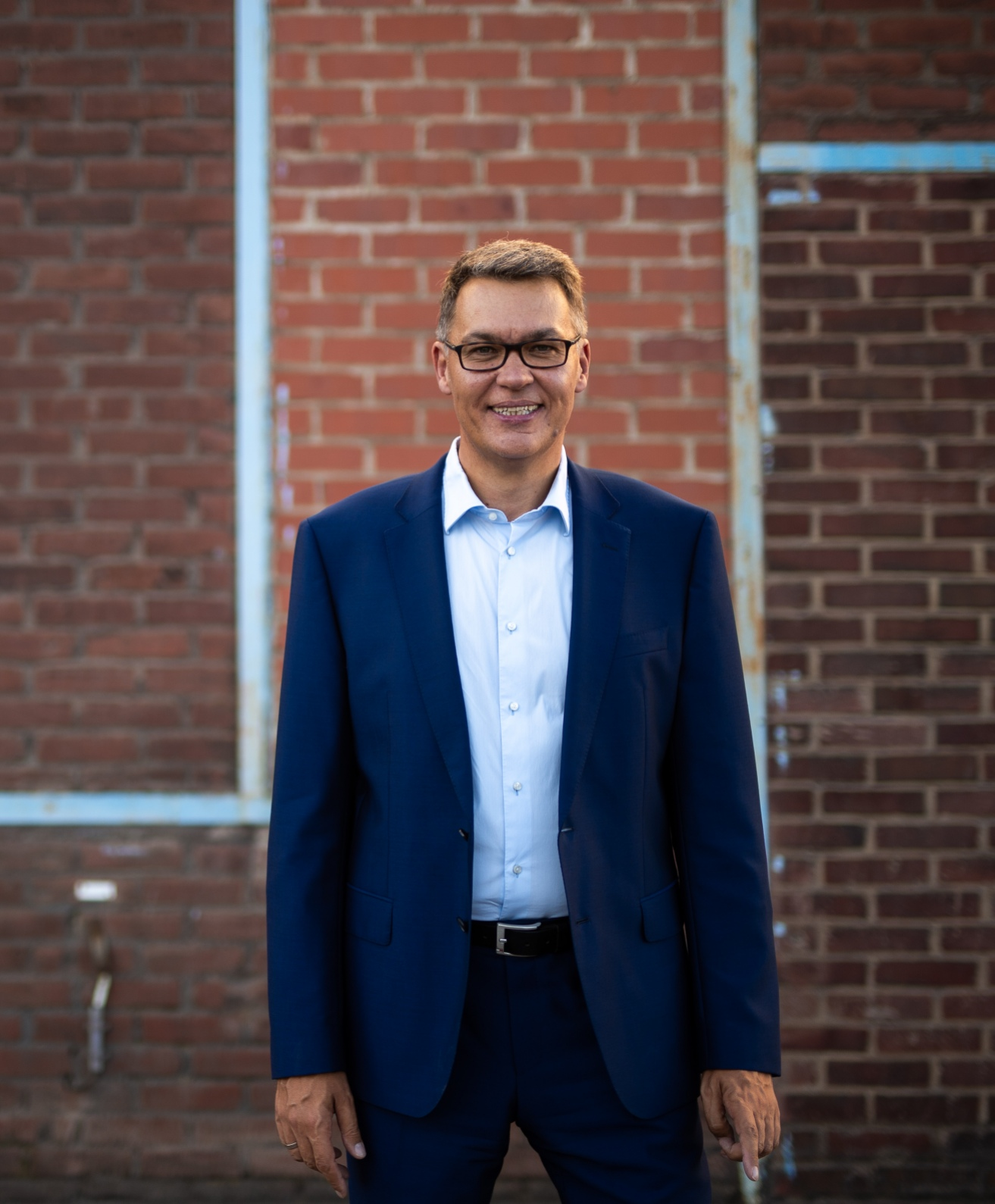
现任市长托马斯·韦斯特法尔

最近的一次多特蒙德市政选举在2020年9月13日举行，社会民主党继续担任第一大党，获得27个席位，其次是绿党22个席位。基督教民主联盟20个席位获得第三。然后是左翼党5个席位，德国选择党5个席位，自由民主党3个席位，党3个席位，右翼党1个席位，动物福利党1个席位，海盗党1个席位，多元化与宽容联盟1个席位，公民名单1个席位。
市长选举在同一天举行，由于没有候选人取得绝对多数票（超过50%），因此在9月27日进行了第二轮选举。最终来自社会民主党的托马斯·韦斯特法尔击败了来自基督教民主联盟的安德雷亚斯·霍尔斯坦因，最终当选市长，第二轮的投票比例是52.1%对47.9%。
目前在多特蒙德的市理事会来说，作为第一大党的社会民主党缺少可靠的多数执政基础（与绿党的关系恶化），因此目前主要是在社会民主党-基督教民主联盟或者社会民主党-绿党之间进行协调执政。
在联邦选举层面，多特蒙德分为西部和东部两个部分，西部为142选区多特蒙德I，东部为143选区多特蒙德II。无论哪个选区社会民主党都具有较大的优势。

## 经济

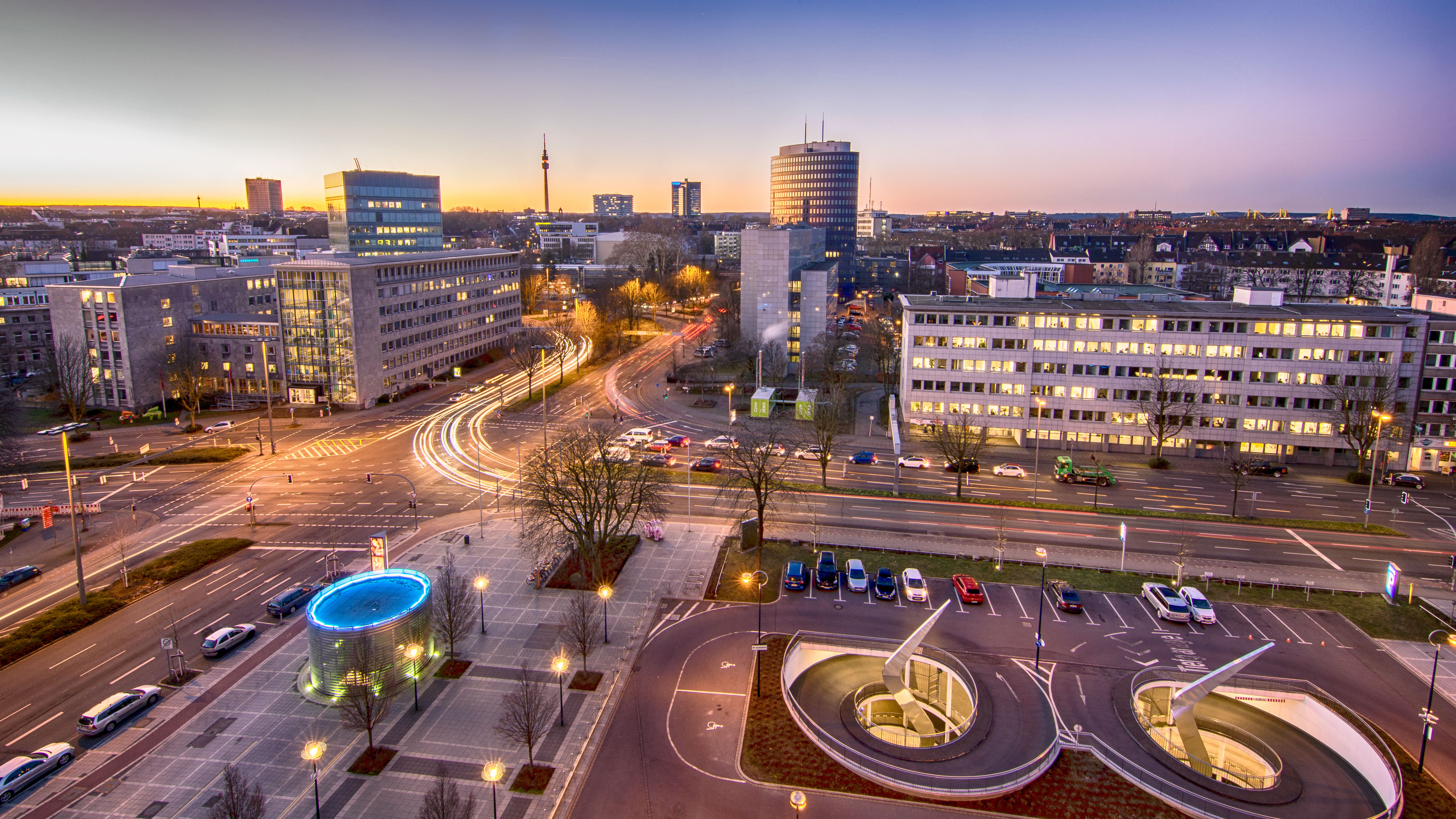
多特蒙德中央商务区

长期以来主导多特蒙德经济的钢铁、煤炭和啤酒行业都已经崩溃，因此多特蒙德需要迅速完成产业转型，目前多特蒙德的重点产业包括高科技、机器人、生物医学技术、微系统技术、工程技术、旅游、金融、教育、服务等，因此是德国最具活力的新兴经济城市之一。
多特蒙德周边地区拥有数百家中小型企业，其中很多是中型的信息技术（IT）公司，并与当地的多特蒙德工业大学（TU Dortmund）有直接联系。多特蒙德在20世纪80年代创立了德国第一个技术中心——多特蒙德科技园（Technologiepark Dortmund），在科技园中有大约280家企业和8500多名员工，其中著名企业包括勃林格殷格翰和威瑞森通信等，是欧洲最成功的科技园区之一。另外，多特蒙德当地还有680家IT或者软件公司，拥有超过12000名员工，使得这里成为德国最大的软件基地。德国著名的2家IT服务供应商的总部位于这里。
多特蒙德的保险产业同样比较著名，众多著名的保险公司在这里罗湖，其中包括Signal Iduna集团、大陆健康保险、联邦健康保险协会等。近年来，服务业和高新技术产业也在不断发展壮大，其中包括Amprion（电力）、莱茵集团（电力）、Rhenus集团（物流）、Wilo（建筑和泵系统）、KHS（灌装系统）等。另外Zalando、戴姆勒、RapidMiner等德国著名企业也在多特蒙德开展重点业务。重金属唱片公司世纪传媒唱片（Century Media Records）的总部也位于多特蒙德，该公司在2015年被索尼音乐收购。

### 旅游业
多特蒙德的旅游业正处于快速增长的阶段，不断开设新的酒店以增加游客吸引力。多特蒙德的旅游业发展的标志是在翻新了多特蒙德剧院，以及改造之前空置的工业设施成为新的地标等等。多特蒙德圣诞市场也颇具名声，圣诞节期间在广场上建造一座高达45米的圣诞树（世界上最大的圣诞树）。在U塔边上也设置了一个新的旅游信息中心，让游客快速了解城市和鲁尔区的旅游景点。2017年，多特蒙德的过夜人数达到了145万多人。

### 商业

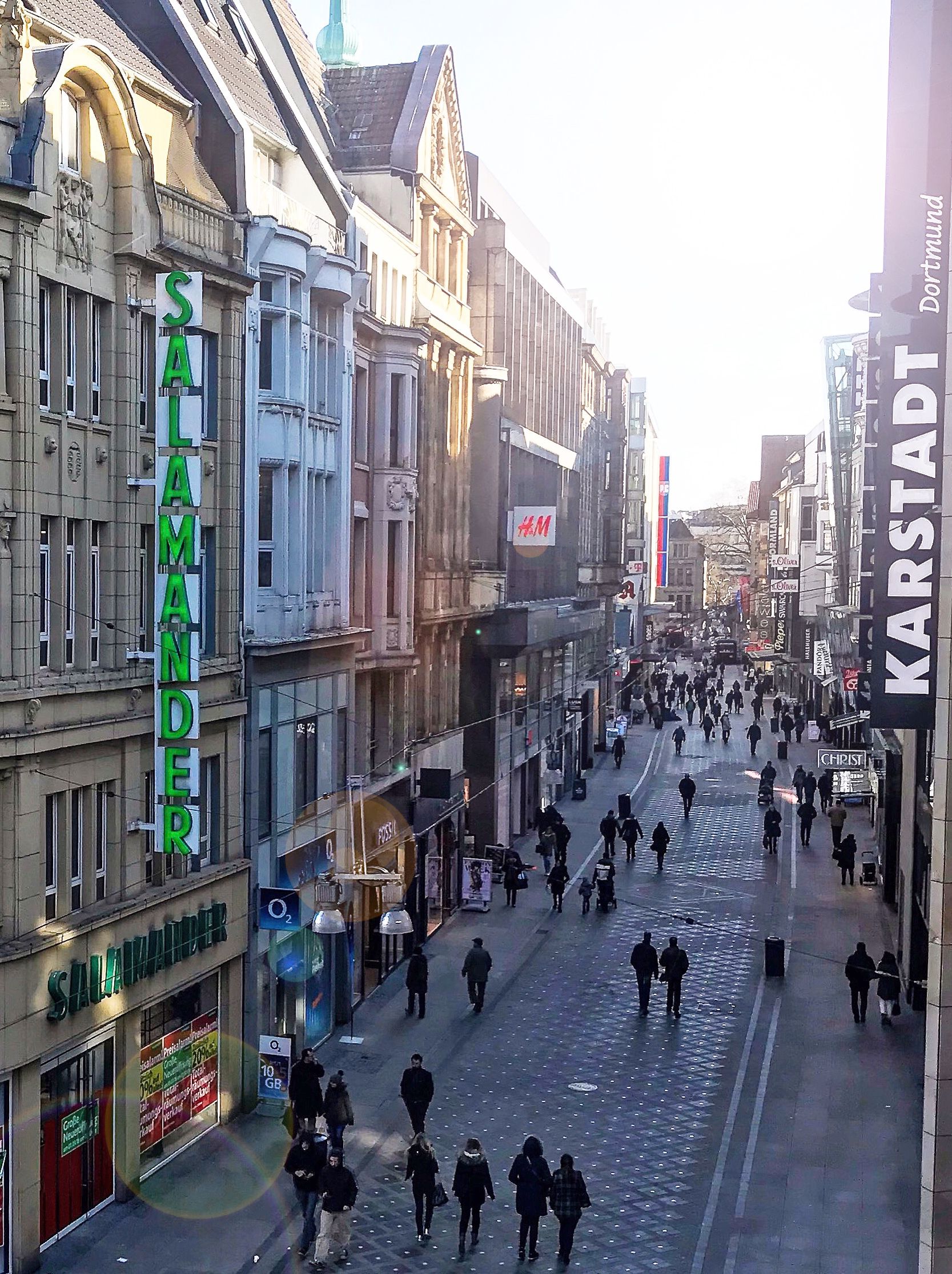
Westenhellweg商业街

多特蒙德最著名的商业购物中心是Westenhellweg，据说每小时的游客就有13000人。多特蒙德早在中世纪就是重要的贸易中心，如今自然也有很多久负盛名的商店和百货公司在这里营业。Westenhellweg是步行者天国，东边是圣雷诺德教堂，西面是U塔，同时是州内商业零售和办公室租金最高的地区之一。在这里85%的商店都是零售连锁店，包括H&M、Saturn、Esprit和Zara等。2009年，Thier-Galerie购物中心在这里开业。

### 物流运输
多特蒙德是德国最重要的物流中心之一，拥有900多家物流公司和相关的科研机构。多特蒙德港链接多特蒙德和多特蒙德-埃姆斯运河，最终通向北海，是欧洲最大的运河港口，拥有绵延11公里长的10个码头。过去数年中，弗劳恩霍夫协会物流和后勤研究所在多特蒙德开展不同的项目促进物流和数字化领域的技术结合。

## 市容
从建筑角度看，多特蒙德本身是比较矛盾的一座城市。一般观感上的多特蒙德受到二战后的后现代主义风格的影响，因此整体呈现出一种年轻城市的姿态。但实际上，多特蒙德拥有1125年的历史，因此保留和涵盖了各种不同时代和不同风格的建筑。

### 街区

#### 十字区
多特蒙德十字区（Kreuzviertel）保留了大量古老的建筑，其中大部分是20世纪初建造的，该地区绝大多数房屋都是建于1948年之前，最古老的多特蒙德应用科学与艺术大学建于1896年。在二战中，这个地方受到了相对较小的破坏，因此现在形成了一个历史建筑区。目前该区的100多座建筑作为历史古迹而受到保护，诸如十字街上面的十字教堂。除了古建筑以外，十字区还拥有酒吧、餐厅、画廊和小商店的时尚街区。西部公园是十字区的绿肥，是城市中学生生活的中心，这里也是多特蒙德房价最高的地方。

#### 北城区

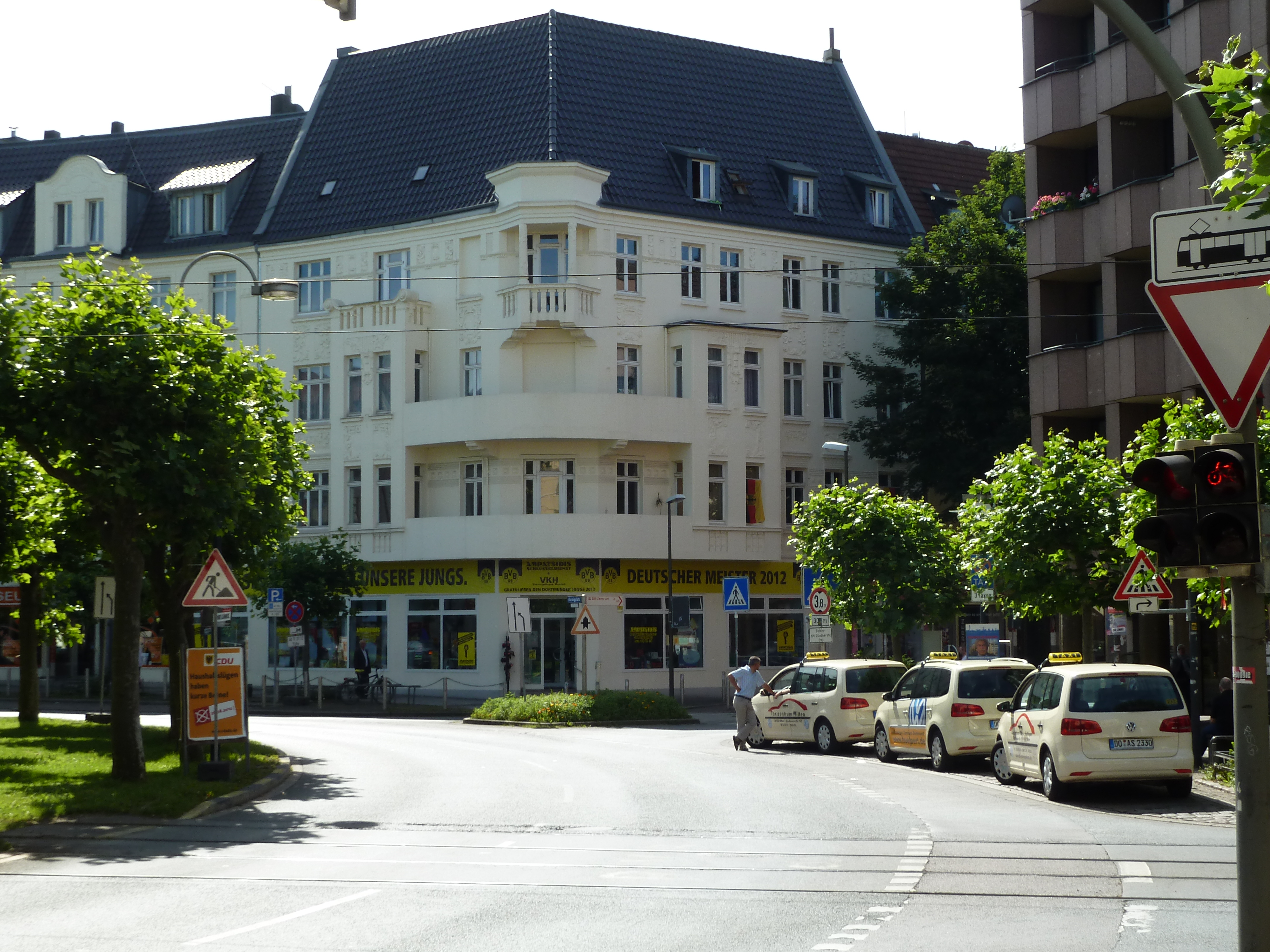
博尔西希广场

多特蒙德北城区（Nordstadt）面积大约14.42平方公里，包容了丰富多彩的文化。北城区最大的特点就是来自不同国家不同族群人的混居大熔炉，距离市中心也非常近。北城区主要是一个工业城区，为当地的钢铁厂、港口、铁路货运站提供服务。所有居民都居住在一个占地300公顷的住宅区内（是北莱茵-威斯特法伦州人口最稠密的地区），而钢铁厂、港口和铁路线将该这个住宅区与市中心其他区域隔开了。
该区已经受到去重工业化发展的极大影响，因此成为越来越多的移民和社会弱势群体的家园，这里相比市中心可以提供更加便宜的住宿。这里还有两个公园弗雷登鲍姆公园（Fredenbaumpark）和霍施公园（Hoeschpark），孩子们可以在公园里度过他们的休闲时光。居住在该区都是多特蒙德的年轻群体，并相应建立了各种符合年轻生活的设施，诸如艺术电影院、民族风格的商店、异国情调的餐厅和学生酒吧。
博尔西希广场（Borsigplatz）是德国最著名的广场之一，位于火车总站的东北部，广场向外辐射形成星型街道，广场中央的梧桐树以及斜穿过广场的有轨电车形成了独特的风格魅力。

#### 皇帝区
皇帝区（Kaiserviertel）位于多特蒙德老城墙以东，主要是沿着Westenhellweg延伸。在皇帝区，有很多1900年代的宏伟建筑和1950年的新造建筑，诸如多特蒙德州立矿业办公室、法院、领事馆和东部公墓等。在这里居住的很多都是司法人员和监狱的雇员。
如今在Westenhellweg商业街入口处的皇帝喷泉（Kaiserbrunnen）和皇帝大街的标志吸引了很多人的注意。另外这个街区种满了樱树，因此每年4月份樱花盛开的时候会吸引大量游客光临。

#### 联合区
联合区（Unionviertel）位于多特蒙德老城墙的西侧，同样沿着Westenhellweg进行延伸。长期以来，此地的代表大街莱茵大街（Rheinische Straße）因为产业结构转型而一度陷入凋敝和扭曲的局面。不过它现在正发展为一个年轻艺术家的区域，因为大学附近更便宜的公寓和充满活力的饮食，吸引越来越多的学生进入。这一发展在著名的多特蒙德U塔转变为一个艺术和创意中心之后（2010年开业）更加明显。

#### 霍尔德和凤凰湖

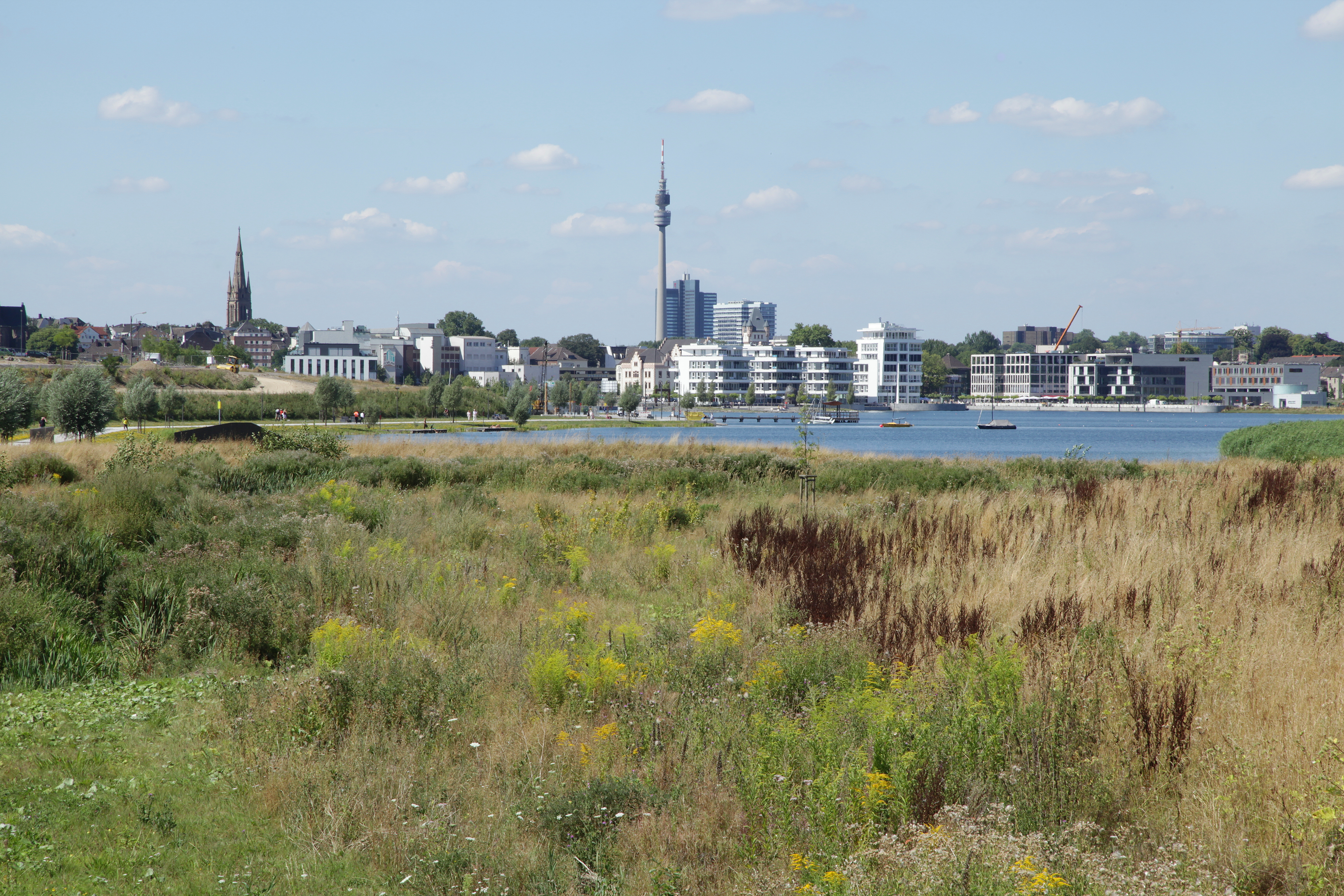
凤凰湖与霍尔德远景

霍尔德（Hörde，又譯霍德）是多特蒙德南部的自治市镇，起初是独立市镇，而且是多特蒙德城市的敌人马克伯爵所建造。1929年霍尔德正式并入多特蒙德，拥有经过修复的老建筑和现代建筑。霍尔德城堡建于12世纪，位于城镇东部，靠近埃姆斯河和凤凰湖。
凤凰湖（Phoenix-See）是欧洲最大的城市再开发项目之一，在原来的高炉和钢铁厂区附近形成了一个新的市民居住和休闲区，距离市中心大概有3公里。凤凰湖的开发成本高达1.7亿欧元，湖面东西长1.2公里，南北宽320米，为浅水湖，水深3-4米，容量为60万立方米。目前在湖的南侧和北侧建造了新的高价住宅区。霍尔德市中心位于湖的西岸，定位为一个港口和混合功能的区域。汇丰特林考斯银行、Zalando和德国手球协会等在这里建立办事处。

### 知名建筑

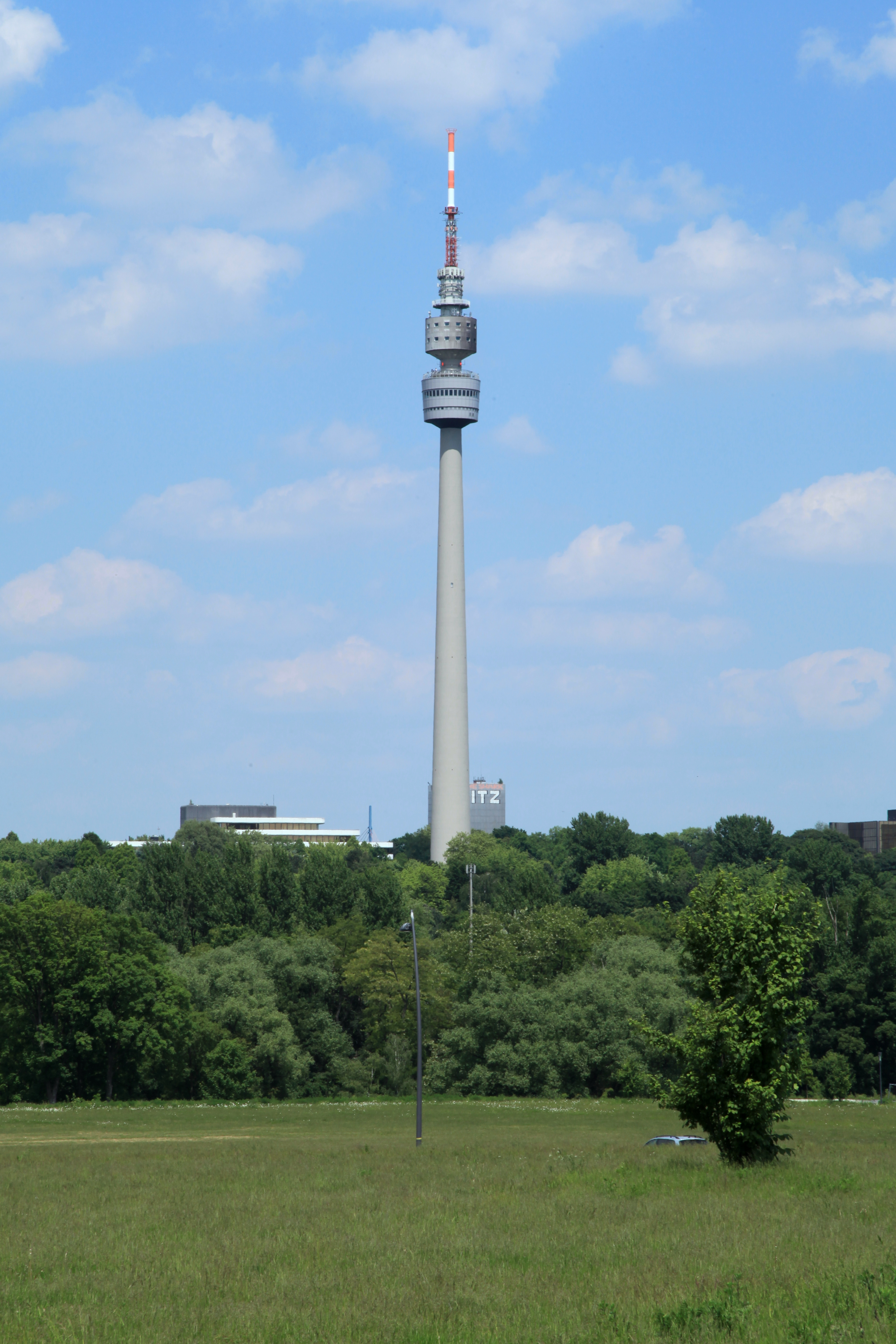
弗洛里安塔

- 圣雷诺德教堂 - 多特蒙德历史最悠久的教堂之一，建于1230-1450年之间。
- 圣马利亚堂 (多特蒙德) - 圣马利亚教堂坐落在多特蒙德的主城，于12世纪建成，其建筑形式结合了罗马式和哥特式的建筑元素。教堂内珍藏有很多中世纪的艺术宝藏，如康拉德·冯·索斯特（英语：Conrad von Soest）的圣马利亚祭坛（德语：Marienaltar (Conrad von Soest)）。
- 多特蒙德老市政厅 - 1899年建成，建筑师是弗雷德里希·库尔里希（德语：Friedrich Kullrich）。
- U塔（英语：Dortmund U-Tower） - 原为一个啤酒厂建筑，现在已经改建成艺术和创意中心。
- 德国足球博物馆 - 2015年10月23日开业，展示德国足球的发展历程。
- 弗洛里安塔（英语：Florianturm） - 多特蒙德的一座电信塔，建于1959年，高219.6米，曾经是德国最高的独立建筑，它的名字以园丁的守护圣人——圣弗洛里安命名。
- 西格納伊度納公園 - 多蒙特足球會的主場，即為以前的威斯法倫體育場。鄰近它的是室內體育競技場(Westfalenhalle)，是一個大型會議中心，在1952年起曾舉辦大型會議、展銷會、溜冰比賽和其他大型活動。

## 媒体

### 报纸
多特蒙德出版有两份重要的日报，一份是保守派的鲁尔日报（Rhur Nachrichten），简称RN，1949年开始出版发行，日发行量超过22万份。另外一份是威斯特法伦日报（Westfälische Rundschau），简称WR，1945年开始发行，日发行量超过18万份。

### 杂志
多特蒙德最著名的杂志是Rock Hard，这是一本重金属和硬摇滚杂志，在全世界多个国家设有子公司。Visions则是一本德国本地的音乐杂志。

### 电视广播
西德广播公司（Westdeutscher Rundfunk）在多特蒙德有一个大型演播室，主要覆盖东部鲁尔区。每天有30分钟的地区性晚间新闻节目（Lokalzeit Ruhr），以及5分钟的下午新闻节目和几个广播新闻节目。多特蒙德存在一个名叫Radio 91.2的当地广播电台，同时德国卫星一台（Sat.1）在这里也有一个地区工作室。
西德广播公司包含了两个重要的广播频道
- WDR2频道（英语：WDR 2） 内容包括面向成人的流行音乐，以及国家和地区新闻，时事新闻和体育。
- WDR4频道（英语：WDR 4） 主要针对年长观众的频道，主要是老歌和经典音乐（1960年代到1980年代的流行音乐），晚间有更专业的节目（包括轻歌剧、乡村音乐和民谣）。

北莱茵威斯特法伦电台（Radio NRW）也在当地播出。

## 教育

### 初中等教育
多特蒙德拥有160所学校和17所商业或者技术学院，超过85000名学生就读。多特蒙德提供为期四年的小学教育，小学毕业后学生可以在中等教育中选择Hauptschule、Realschule、Gesamtschule或者大学预科学校（Gymnasium）。多特蒙德市立中学（Stadtgymnasium）成立于1543年，是当地成立最早的教育机构，同时也是欧洲最古老的学校之一。莱布尼茨中学（Leibniz Gymnasium）则是一家英德双语公立学校，受到了说英语的外籍人士的欢迎。哥德中学（Goethe-Gymnasium）成立于1867年，是当地第一所向女性提供中等教育的学校。从2009年，它转型为体育学院，致力于为北莱茵威斯特法伦州提供体育人才。

### 高等教育

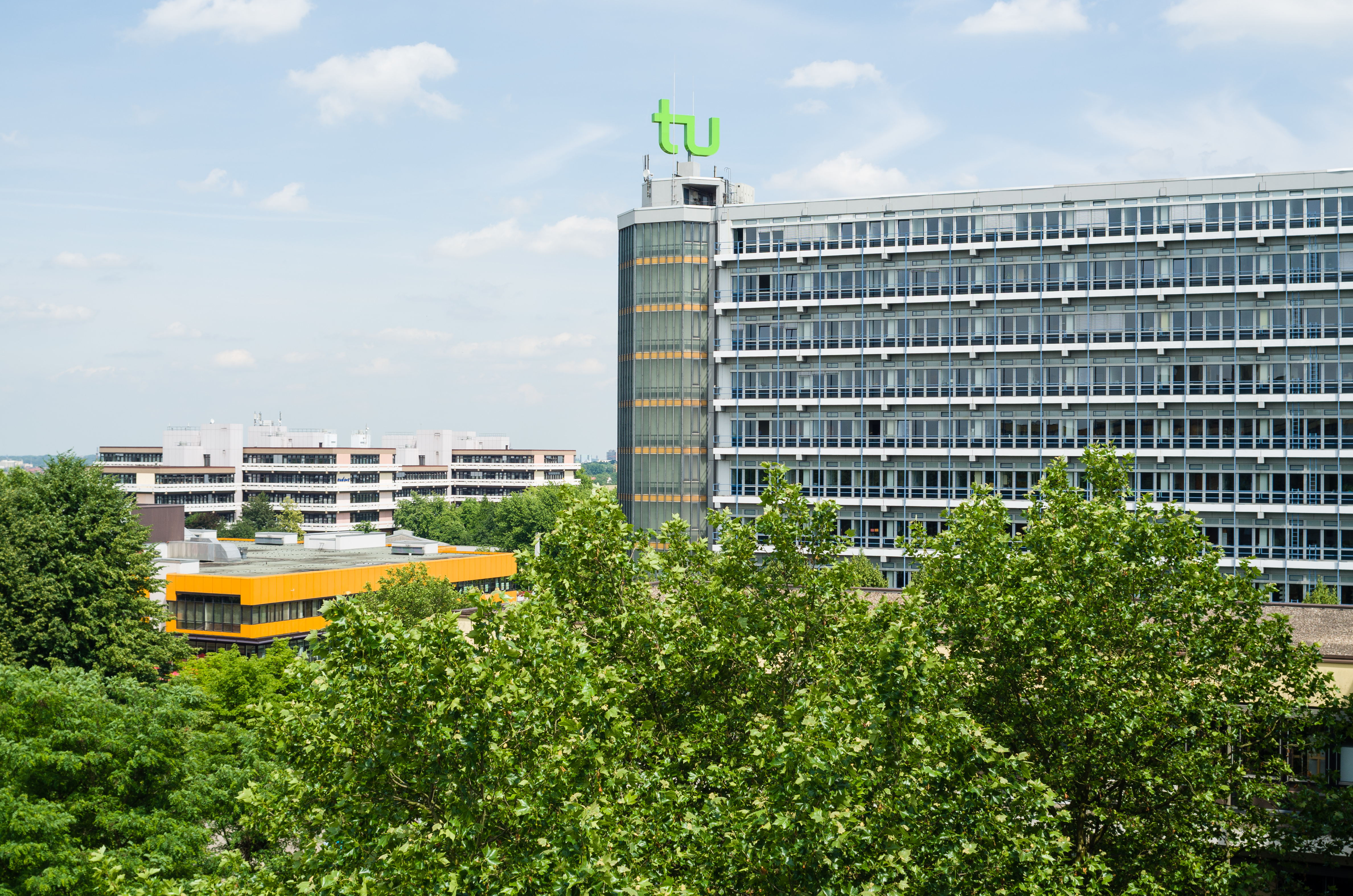
多特蒙德工业大学

多特蒙德工业大学（TU Dortmund）成立于1968年，是当地首屈一指的大学。拥有30000名以上的学生，提供广泛的物理、电气工程、化学、空间规划以及经济学科的课程。大学拥有自己的车站，因此距离市中心只有7分钟的车程。多工大在物理学、电气工程、化学和经济学领域都有杰出的研究成果问世。大学内还设置了专门的空中轨道列车（H-Bahn），连通南北校区。
仅次于多工大是多特蒙德应用科学与艺术大学（Fachhochschule Dortmund），属于高等专科学校，拥有12000多名学生和669名教职员工（包含232名教授）。多应大是在1971年由几所高等教育机构合并组建而成的。由于之前分属不同机构，因此它拥有三个相对独立的校区，其中机械和电气工程系位于市中心，设计系则位于Max-Ophüls-Platz，其他几个重要的科系则位于埃希林霍芬郊区多工大校区的旁边。
多特蒙德尚有其他几所专业性的大学或者学院，诸如1993年成立的FOM经济与管理学院等。

## 生活质量
2017年11月，根据德国国家统计局、国家就业局以及德国商报、美世咨询、Numbeo等相关机构的数据研究表明，多特蒙德在德国外籍人士最宜居的城市中排名第7（法兰克福排名榜首）。同年9月，美国报纸《纽约时报》盛赞多特蒙德在两大老支柱产业钢铁和煤炭行业崩溃后一直在寻求适应，并转向高科技生物医学技术、微系统技术等新兴产业，是“隐藏的明星”。同时这个结构性的变革也为当地居民带来了良好的生活质量。根据2017年全球压力最小和最大城市排名中，多特蒙德成为生活压力最小的城市之一。他在150个入选城市中排名第27位。
瑞士的新苏黎世报在线版一篇报道多特蒙德的文章中也称赞了它是灰烬重生中的凤凰，结构转型的典范。
在2015-16年针对德国学生生活所做的调查，多特蒙德在学生之城（Studentenstädte）中排名第7（柏林排名榜首）。

## 文化

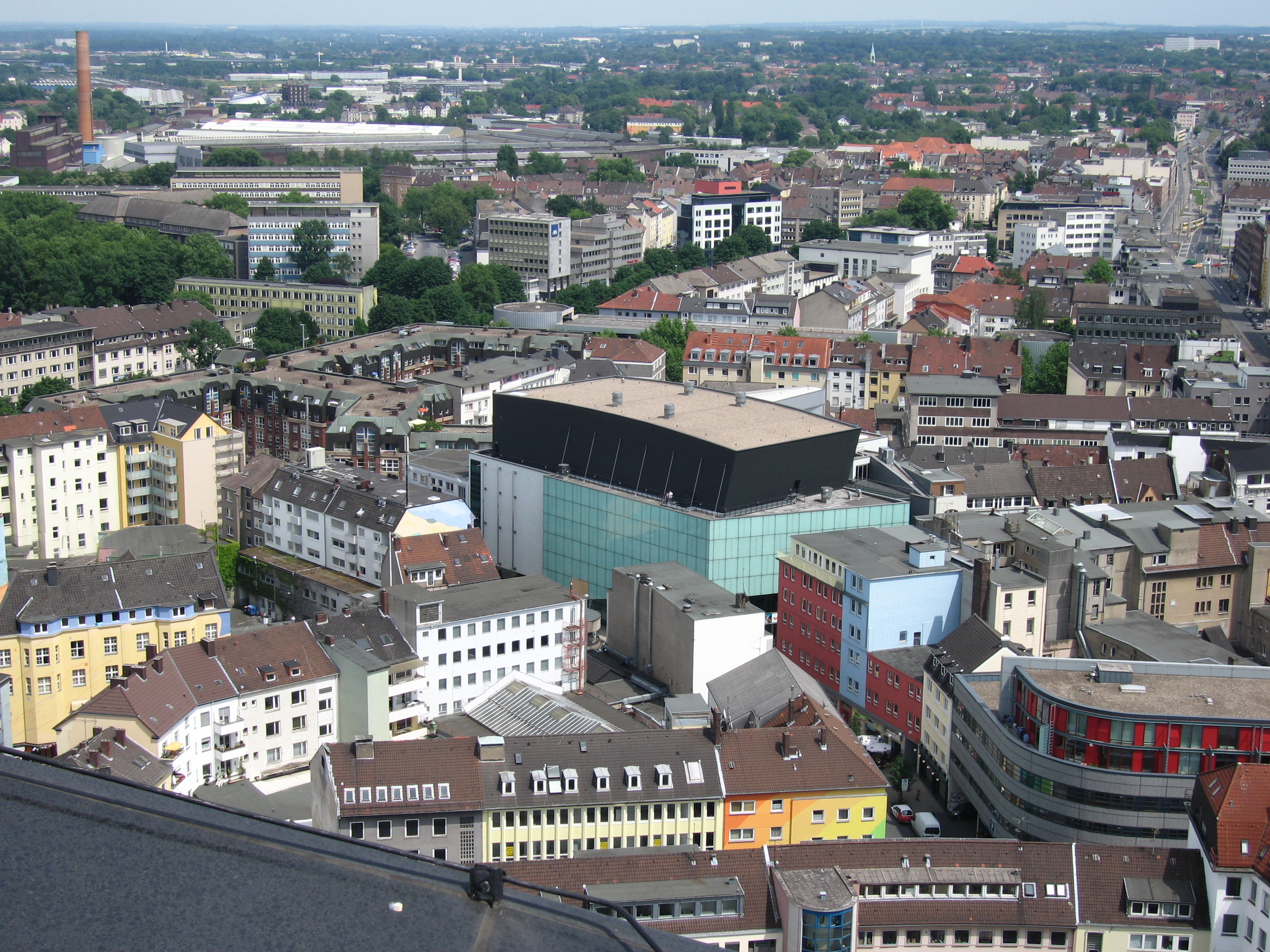
多特蒙德音乐厅

多特蒙德拥有悠久的音乐和戏剧传统，多特蒙德乐团成立于1887年，现名为多特蒙德爱乐乐团。多特蒙德第一座歌剧院建于1904年，但在二战中被毁，之后重建为新的多特蒙德歌剧院在1966年重新开放。歌剧院2002年新建的音乐厅（Konzerthaus Dortmund）被ECHO列名为欧洲最杰出的21个音乐厅之一。
多特蒙德主要的歌剧表演舞台位于凤凰湖畔的Cabaret Queue，其他一些表演舞台包括Fletch Bizzel和Olpktetal歌剧院。多特蒙德当地最重要的歌舞表演活动是RuhrHOCHdeutsch，是德国最成功的歌舞表演节之一，吸引来自世界各地的艺术家。

### 公园
荣贝格公园植物园（Botanischer Garten Rombergpark）简称荣贝格公园，是一座广阔的植物园，位于多特蒙德市中心的南部。总面积达65公顷，是世界上最大的植物园之一。这座植物园始建于1822年，原属于荣贝格家族。1929年被市政府收购，并在城市规划总监理查德·诺斯的领导下新建了小药草园。公园在二战中遭遇严重破坏，并在1950年经著名导演盖尔德·克吕斯曼进行重建。如今公园内包含一个英式的景观公园和纪念碑，一个大型包含数千种木本植物的植物园，棕榈树露台，以及四个用于种植仙人掌等热带植物的温室。
多特蒙德动物园（Zoo Dortmund）占地约28公顷，毗邻荣贝格公园，建成于1953年，里面豢养了250种1800只动物，是鲁尔河谷地区第二大的动物园。另外它专业从事南美物种的饲养和繁殖，包括大食蚁兽、小食蚁兽和巨獭等。

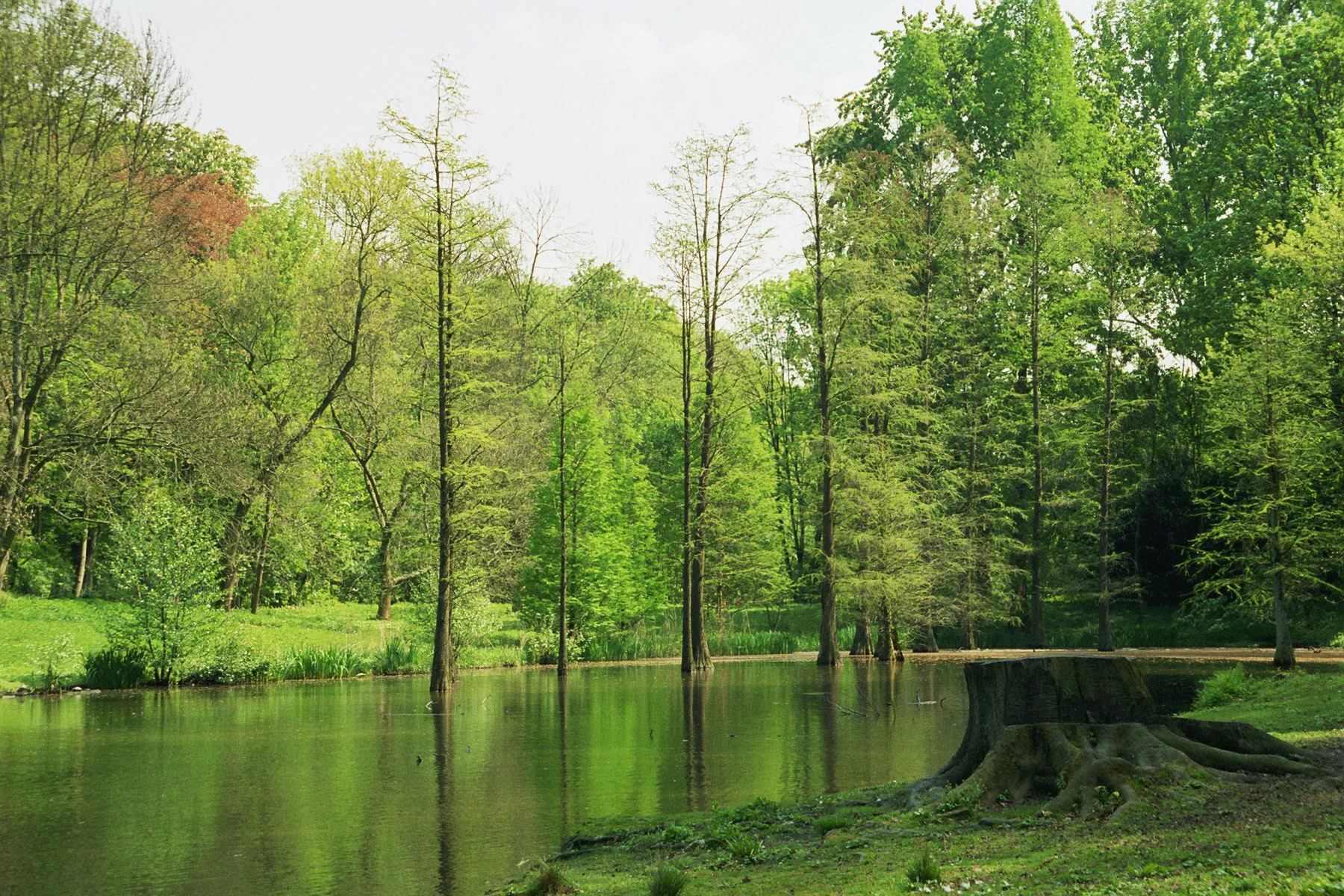
荣贝格公园

威斯特法伦公园（Westfalenpark）是多特蒙德最受欢迎的市中心公园，占地72公顷，是德国最大的城市公园之一。在1959年当地举办第五届德国联邦园艺博览会首次开业，它拥有一个国家玫瑰园（收藏3000种不同的玫瑰品种）、主题花园、环境保护中心、德国食谱博物馆、地质公园、咖啡馆和休闲区。这个公园还是鲁尔区举办各种聚会、节日活动、戏剧、音乐会和跳蚤市场的热门场所。游客平台和高达209米高的弗洛里安塔内设的旋转餐厅提供了整个鲁尔河谷的雄伟景象。

### 博物馆

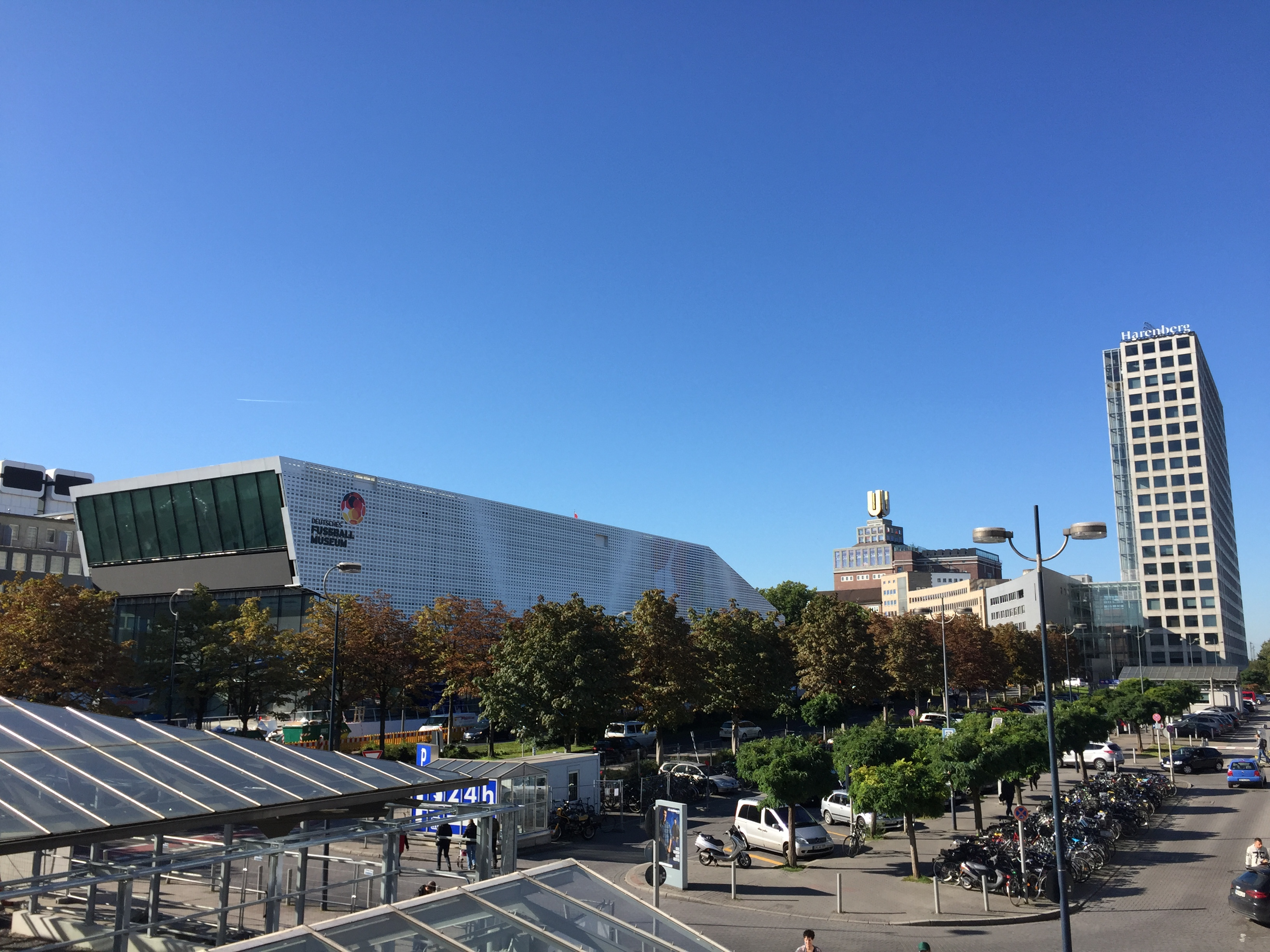
德国足球博物馆

多特蒙德拥有20多个博物馆，而且涵盖了各种不同的类型。
奥斯特瓦尔博物馆是一座当代艺术博物馆，成立于上世纪40年代后期，从2010年以来搬迁至U塔。馆藏主要是20世纪的绘画、雕塑、物品和照片，还有2500多幅图形，涵盖表现主义的经典现代艺术作品。艺术家包括恩斯特·路德维希、奥托·缪勒、埃米尔·诺尔德以及巴勃罗·毕加索、胡安·米罗、马克·夏加尔、萨尔瓦多·达利等。
德国足球博物馆（Deutsches Fußballmuseum）又名德国足协博物馆，是德国足球运动的国家博物馆，非常靠近多特蒙德火车总站，这个博物馆旨在保存和解释非常重要的足球领域纪念品和收藏品，在展览中可以看到德国国家足球队和德国足球甲级联赛的历史。
多特蒙德艺术和文化历史博物馆（Museum für Kunst und Kulturgeschichte）简称MKK，是一座市政博物馆，位于一幢装饰艺术风格的建筑内，该建筑前身是多特蒙德储蓄银行。博物馆收藏有绘画、雕塑、家具和应用艺术作，展现了多特蒙德从城市早期到20世纪的文化历史，该博物馆定期举办临时艺术和文化展览，并永久展示关于地质测量历史的仪器。
施坦因瓦赫是多特蒙德在1933年-1945年的纳粹统治时期迫害和抵抗历史的纪念馆。其中包括了各种照片、文字以及一些当代目击者的报告。这座纪念馆原来是一座古老的监狱，并得到“德国西部的地狱”（Die Hölle von Westdeutschland）的恶名。在纳粹统治期间，至少有66000人被关押在这座监狱中。

### 夜生活

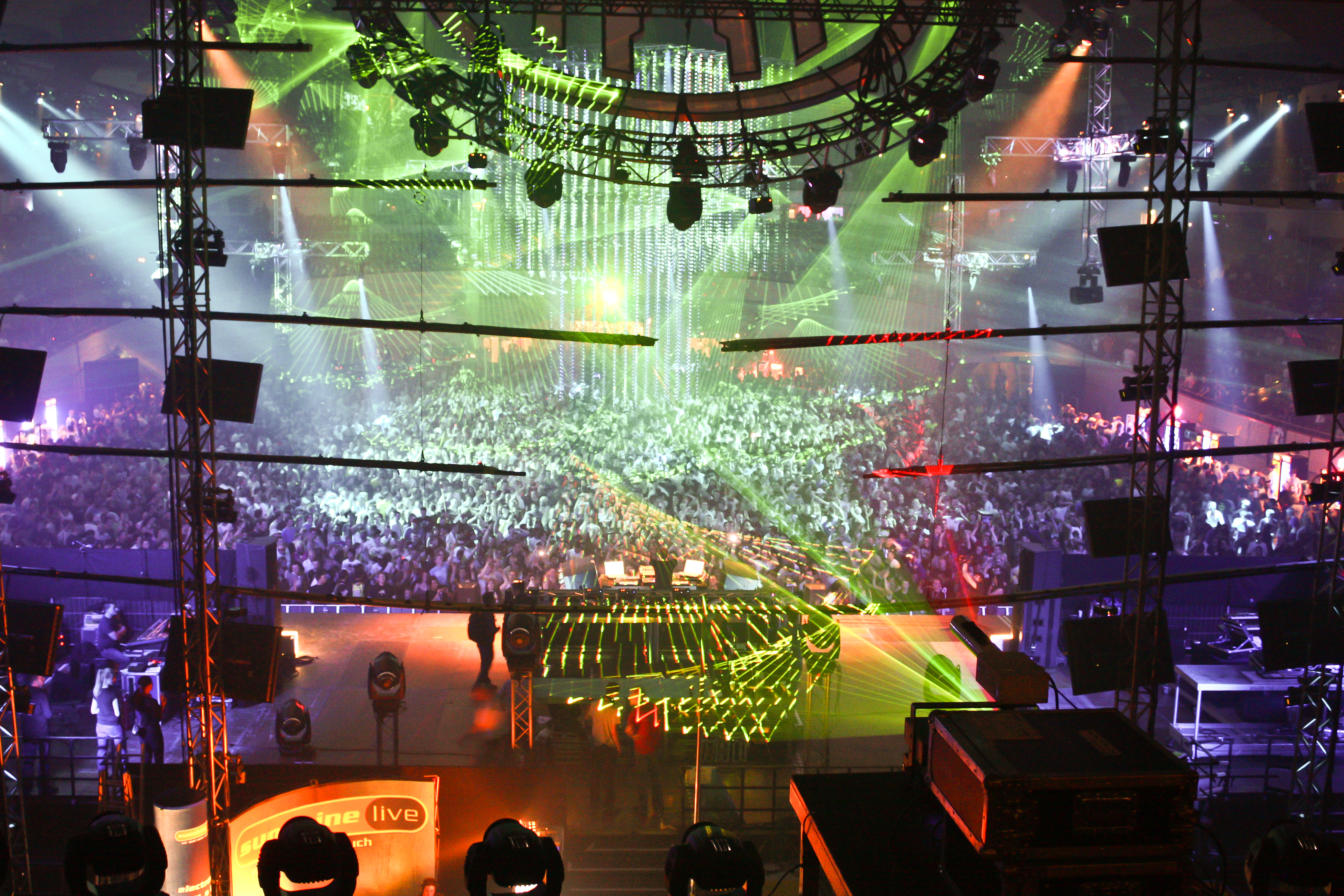
威斯特法伦大厅

多特蒙德有各种餐厅、酒吧和俱乐部。其中俱乐部主要集中在市中心和周边地区包括Kreuzviertel区。Union区的FZW（Freizeitzentrum West）是德国的最好的三个俱乐部之一。在这里2015年举办了多达307场活动，包括音乐会、聚会、节日庆祝、阅读节和足球比赛观赏等。多特蒙德也是电子舞曲和铁克诺亚文化的主要中心，每年举办的Mayday音乐节和辛迪加音乐节，让威斯特法伦大厅（Westfalenhalle Arena）成为欧洲最重要的铁克诺据点之一。

### 饮食
多特蒙德地区的传统餐点包括Pfefferpotthast（一种炖牛肉）、Balkenbrij（荷兰碎猪肉）、天堂与大地（黑布丁配土豆泥和苹果酱）、德式咖喱香肠和南瓜饼配Griebenschmalz（配酥脆德国猪皮的猪油）。
夏天主要食物是Dortmunder Salzkuchen（德式面包配香菜果实、盐、肉和洋葱）。冬天的特色菜是Reibekuchen（炸土豆饼配苹果酱）。
酿酒在多特蒙德拥有550年以上的历史，威斯特法伦最古老的啤酒厂就建在多特蒙德的旧市场周围。多特蒙德最著名的啤酒是名为Dortmunder Export的淡啤酒,产业工人尤其喜欢这种口味。多特蒙德至今拥有德国最集中的啤酒厂区域，著名品牌包括Dortmunder Actien Brauerei、Bergmann Bier、Kronen、Union（原厂址位于U塔）、Brinkhoff's和Hövels等。

## 体育
多特蒙德作为著名体育俱乐部的所在地、重要比赛的举办地、大型体育的所在地以及国家体育协会（如：德国手球协会）的所在地，体育对多特蒙德的重要性不言而喻。多特蒙德拥有564个体育俱乐部，包含14万人参与其中。不管是大众体育还是竞技体育都产生了极强的推动力。多特蒙德同时也自称为“体育之城”（Sportstadt）。
多特蒙德每年举办的重要体育赛事包括鲁尔马拉松和多特蒙德国际象棋超级大赛。

### 运动设施
多特蒙德是德国第三大奥运基地——威斯特法伦奥林匹克基地（Olympiastützpunkt Westfalen）的所在地，场馆分别设置在多特蒙德、波鸿、瓦伦多夫和温特贝格，一共涉及到20多个不同的比赛项目和550名以上的运动员。
多特蒙德联邦赛艇基地（Bundesstützpunkt Dortmund）是德国赛艇运动员的训练基地，拥有非常理想的训练环境条件。这个基地的重要性正在稳步提升，而且伴随着参与运动员数量的显著增加，在多特蒙德市政府、北莱茵-威斯特法伦州政府以及德国联邦政府的协助下，这个训练基地正在扩建更为现代化的赛艇训练设施。

### 足球

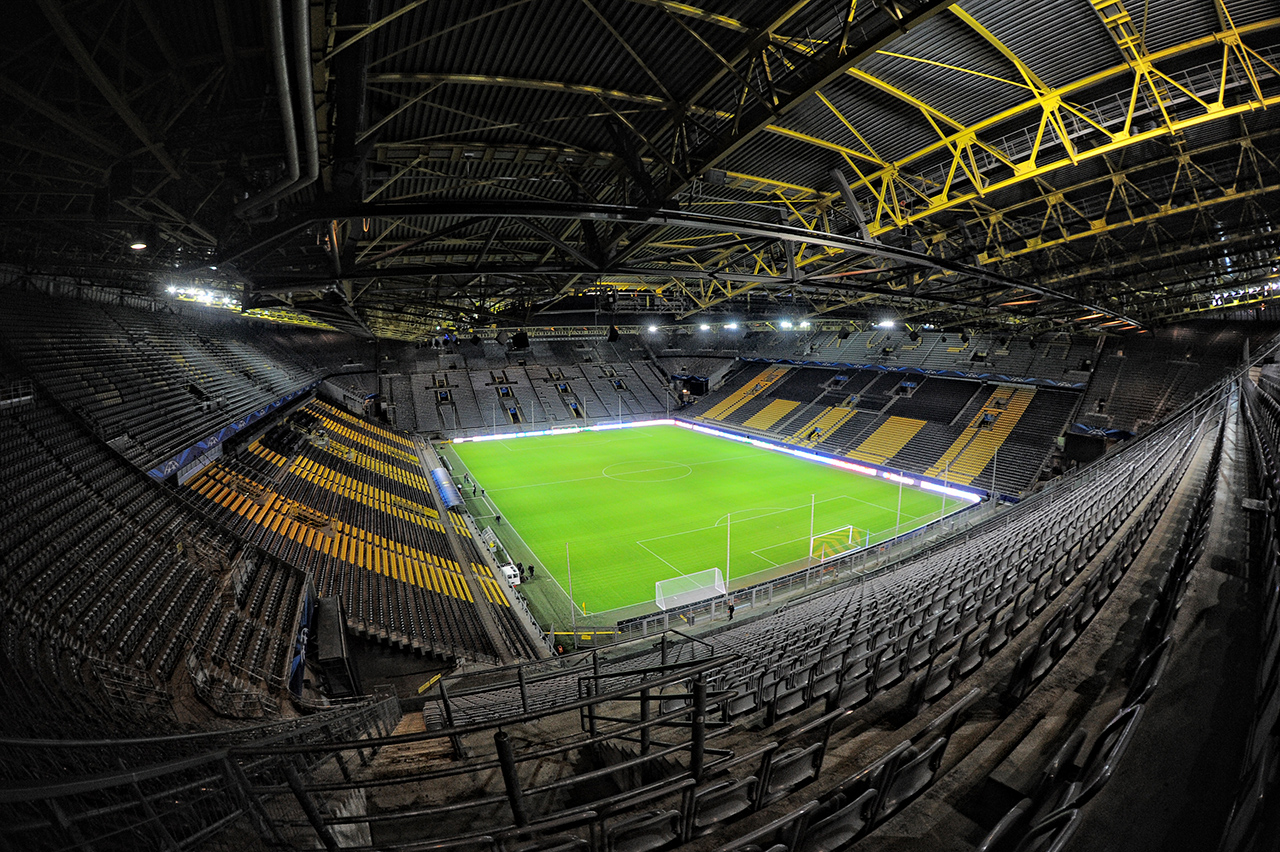
西格纳伊度纳公园

多特蒙德足球俱乐部是德国足球历史上最成功的俱乐部之一，联赛最近一次夺冠是在2011-12赛季。同时在欧战方面曾经获得过一次欧洲冠军联赛的冠军和洲际杯的冠军（1997年）。多特蒙德在1966年获得欧洲优胜者杯的冠军，意味着他们是第一支获得欧洲冠军的德国球队。截止目前，多特蒙德一共获得8次德国联赛冠军和5次德国杯冠军。多特蒙德的主场是威斯特法伦球场，现在的名字是西格纳伊度纳公园。该球场建于1971年，是为1974年世界杯而建造的，另外在2006年世界杯中承办了一些比赛。西格纳伊度纳公园球场是德国最大的足球场，可容纳81359名观众。

### 其他项目
多特蒙德目前拥有一支篮球俱乐部SVD49，他们参加地区联赛，主场比赛的门票经常售罄。多特蒙德拥有一支冰球俱乐部多特蒙德EHC队，最早的历史可以追溯到1937年，后来因为经济原因而停止比赛。直到1996年EHC才重新成立，目前正在德国第三级别的Oberliga参加比赛。多特蒙德第一斯诺克俱乐部在2011-2015年参加德国斯诺克甲级联赛。
多特蒙德当地还有专业赛马场和高尔夫球场，另外还有一条自行车训练路线。

### 休闲运动
多特蒙德的休闲运动非常热门，而且覆盖面广泛。包括有各种体育馆、游泳池、自行车道、山地自行车场、攀岩设施、高空绳索设施、滑板设施、沙滩排球设施等。多特蒙德拥有将近600家体育俱乐部，拥有14万名会员。
多特蒙德比较传统的项目包括摔跤，当地的俱乐部曾经获得过10次德国冠军。从2002年开始，每年都会举办一场希腊-罗马式摔跤精英比赛。在新兴运动方面，美式足球、扑克和棒球等具有较高的吸引力。

## 交通

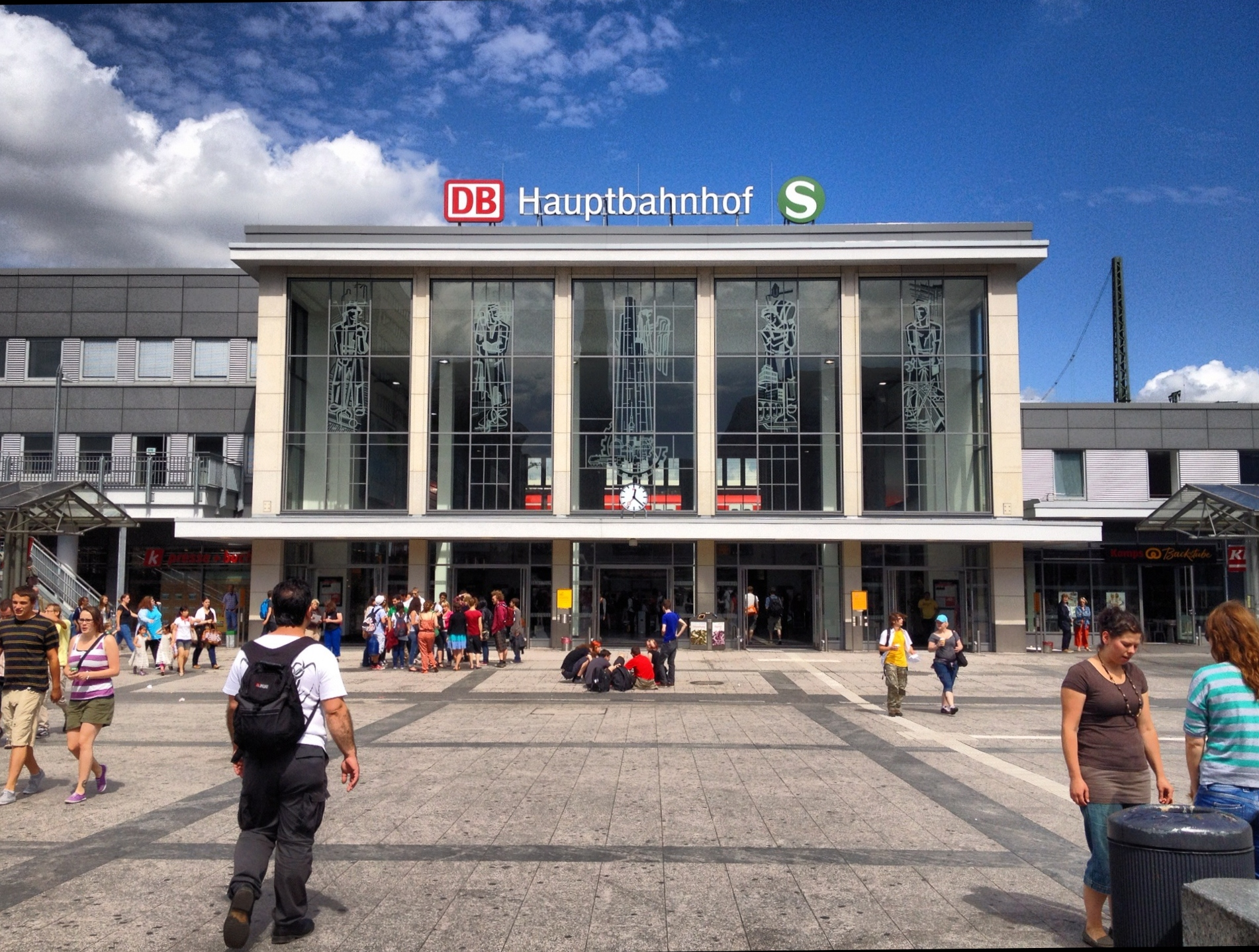
多特蒙德火车总站

### 公路
多特蒙德是德国以及欧洲高速公路系统的主要十字路口。通过德国40号高速公路与鲁尔区相连。与德国国内更远城市通过A1、A2相连，两条高速在多特蒙德东北汇合，与西部的高速公路A45结合形成多特蒙德环城公路（Dortmunder Autobahnring）。

### 铁路
多特蒙德火车总站是德国第三大长途交通枢纽。多特蒙德有德国铁路城际列车和ICE列车在多特蒙德火车总站停靠。ICE列车和TGV高速列车将多特蒙德与阿姆斯特丹、布鲁塞尔（2小时30分）和巴黎（3小时50分）连接起来。该站也有前往德国其他城市的ICE列车，包括美因河畔法兰克福，柏林和莱茵-鲁尔地区的其他城市。

### 航空
多特蒙德机场是一家中等规模但发展迅速的机场，位于市中心以东，距霍尔茨维克德市区13公里（8.1英里）。2019年，该机场为2,719,563名乘客提供了服务。

## 友好城市
- 法國亚眠
- 英国利兹[15]
- 俄羅斯顿河畔罗斯托夫
- 美国布法羅
- 以色列内坦亚
- 塞爾維亞诺维萨德
- 中华人民共和国西安[16] [17]

## 出生于当地的名人

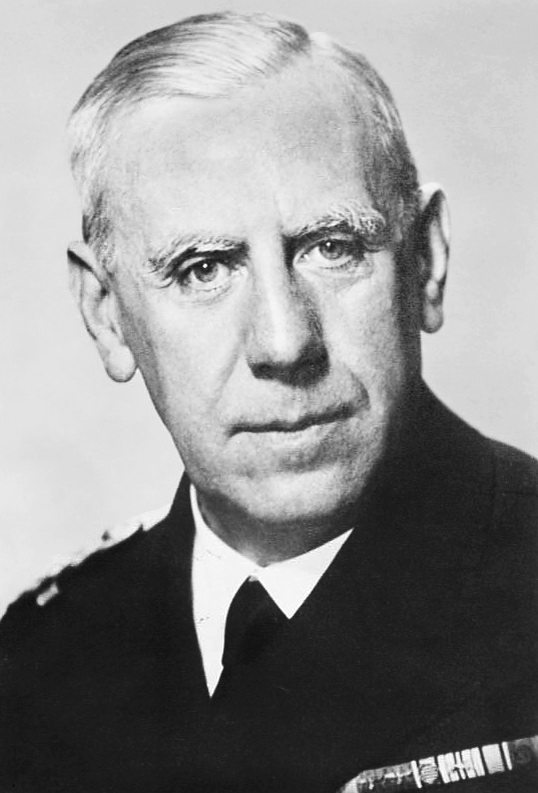
威廉·卡纳里斯

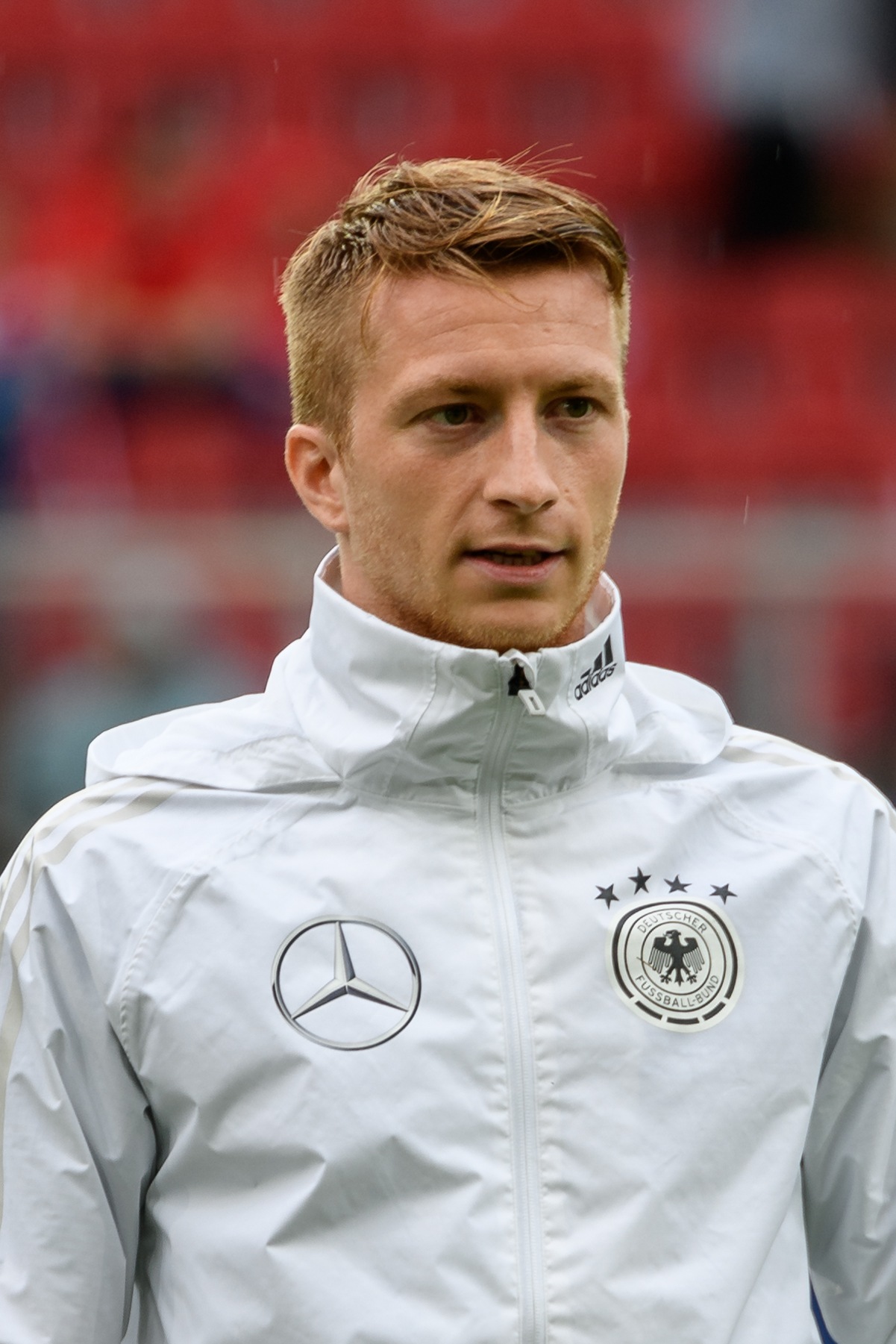
马尔科·罗伊斯

- 弗雷德里希·阿诺德·布罗克豪斯（英语：Friedrich Arnold Brockhaus）——布罗克豪斯百科全书的编撰者
- 威廉·卡纳里斯——阿勃维尔的负责人，因参与反对希特勒的密谋而被处死
- 弗雷德里希·舒伯特（英语：Friedrich Schubert）——纳粹德国战犯
- 沃尔特·海尼施（英语：Walter Haenisch）——作家，共产主义者
- 海因茨·施塔尔施密特（英语：Henri Salmide）——中士，消防员
- 汉斯·蒂尔科夫斯基——已故前足球运动员，门将
- 赫尔曼·施皮科尔曼（英语：Hermann Spieckermann）——新教神学家
- 卡劳斯·塞格贝尔斯（英语：Klaus Segbers）——政治科学家，教授
- 安德雷·艾尔考（英语：André Erkau）——导演
- 亚塞敏·尚姆德莱利（英语：Yasemin Şamdereli）——库尔德裔的德国女演员、导演
- 凯文·格罗斯克罗伊茨——退役足球运动员
- 马尔科·罗伊斯——现役足球运动员